# Liste der Biografien/Jaco
Liste der Biografien |
Portal Biografien |
Personensuche
# |
A |
B |
C |
D |
E |
F |
G |
H |
I |
J |
K |
L |
M |
N |
O |
P |
Q |
R |
S |
T |
U |
V |
W |
X |
Y |
Z |
?
 
Ja |
Jb |
Jd |
Je |
Jh |
Ji |
Jj |
Jl |
Jn |
Jm |
Jo |
Jp |
Jr |
Js |
Jt |
Ju |
Jv |
Jw |
Jy
 
Jaa |
Jab |
Jac |
Jad |
Jae |
Jaf |
Jag |
Jah |
Jai |
Jaj |
Jak |
Jal |
Jam |
Jan |
Jao |
Jap |
Jaq |
Jar |
Jas |
Jat |
Jau |
Jav |
Jaw |
Jax |
Jay |
Jaz
 
Jaca |
Jacc |
Jace |
Jach |
Jaci |
Jack |
Jacl |
Jacm |
Jacn |
Jaco |
Jacq |
Jacs |
Jacu |
Jacz
Die Liste der Biografien führt alle Personen auf, die in der deutschsprachigen Wikipedia einen Artikel haben. Dieses ist eine Teilliste mit 854 Einträgen von Personen, deren Namen mit den Buchstaben „Jaco“ beginnt.

## Jaco
- Jaco, Charles (* 1950), US-amerikanischer Journalist
- Jaco, Neal T., US-amerikanischer Offizier, Generalleutnant der US-Army
- Jaco, William (* 1940), US-amerikanischer Mathematiker

### Jacob
- Jacob de Cordemoy, Eugène (1835–1911), französischer Arzt und Botaniker von Réunion
- Jacob de Senleches, Komponist und Harfenist des späten Mittelalters
- Jacob Forever (* 1981), kubanischer Liedermacher
- Jacob van Maerlant, flämischer Schriftsteller und Übersetzer
- Jacob von Albaum († 1548), Abt des Klosters Grafschaft
- Jacob, Adrienne Jacqueline s’ (1857–1920), niederländische Malerin
- Jacob, Alan (* 1936), britischer Radrennfahrer
- Jacob, Albert (1887–1944), Opfer des Volksgerichtshofes
- Jacob, Alex (* 1984), US-amerikanischer Pokerspieler
- Jacob, Alexandre André (1826–1878), französischer Schriftsteller
- Jacob, Alfred (1883–1963), deutscher General der Pioniere der Wehrmacht
- Jacob, Amoj (* 1998), indischer Sprinter
- Jacob, Andreas (* 1967), deutscher Musikwissenschaftler, Organist und Hochschullehrer
- Jacob, Annemarie (1891–1990), deutsche Malerin
- Jacob, Astrid (* 1945), deutsche Schauspielerin, Kabarettistin, Hörspielsprecherin, Theater- und Opernregisseurin
- Jacob, Benno (1862–1945), deutscher liberaler Rabbiner
- Jacob, Bernd (1943–2009), deutscher Eishockeyspieler
- Jacob, Berthold (1898–1944), deutscher Journalist und PazifistBerthold Jacob (1898–1944)

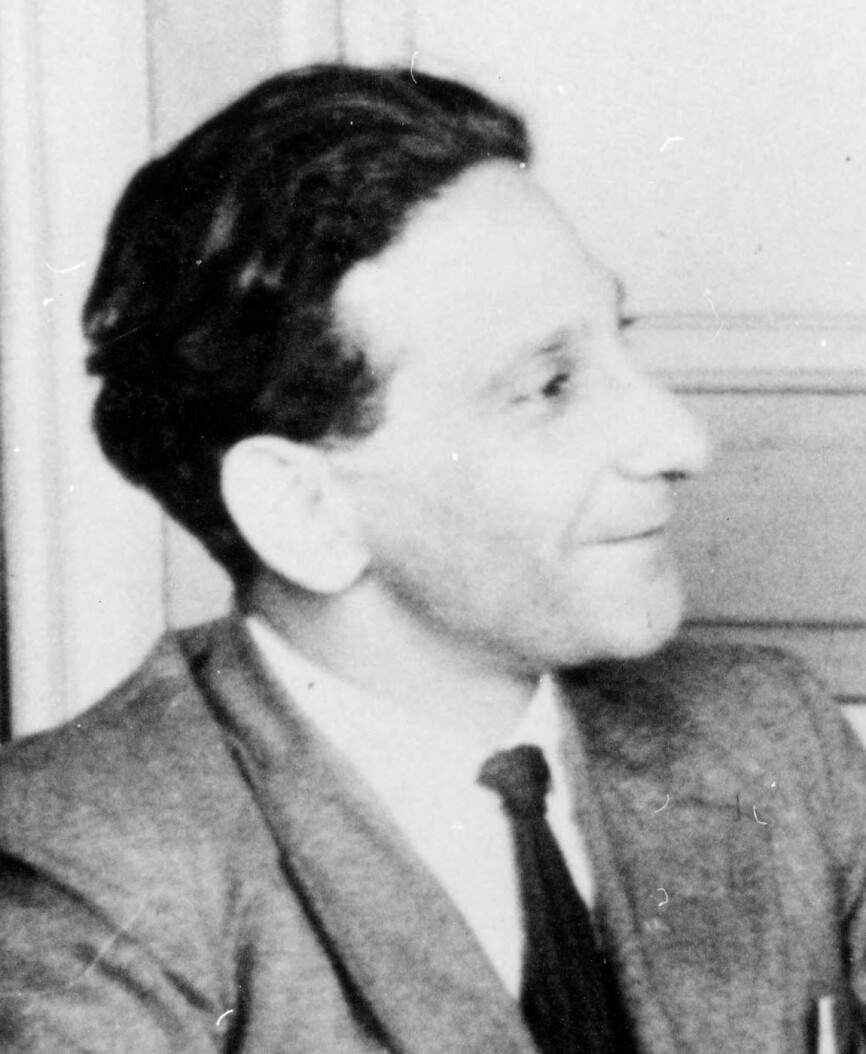
Berthold Jacob (1898–1944)

- Jacob, Björn (* 1974), deutscher Tennisspieler
- Jacob, Bruno (1881–1954), deutscher Schriftsteller und Heimatforscher
- Jacob, Camilla (* 1989), deutsche Schauspielerin
- Jacob, Carl (1818–1895), deutscher Autor und Politiker
- Jacob, Carl Wilhelm Ludwig (1833–1880), Hamburger Kaufmann und Abgeordneter
- Jacob, Catherine (* 1956), französische Schauspielerin
- Jacob, Christian (* 1959), französischer Politiker, Mitglied der Nationalversammlung
- Jacob, Claud (1863–1948), britischer Feldmarschall
- Jacob, Cornelia (* 1960), deutsche Eisschnellläuferin
- Jacob, Daniel (* 1957), deutscher Romanist
- Jacob, Daniel (1963–1985), deutscher Schauspieler
- Jacob, Daniel (* 1980), kanadisch-serbischer Eishockeyspieler und -trainer
- Jacob, Daniela (* 1961), deutsche Klimawissenschaftlerin
- Jacob, Domien (1897–1984), belgischer Turner
- Jacob, Eduard (1877–1915), deutscher Wirtschaftswissenschaftler und Hochschullehrer
- Jacob, Edwin (1878–1964), britischer Segler
- Jacob, Erich (1907–1974), deutscher Polizeibeamter
- Jacob, Erich, deutscher Fußballspieler
- Jacob, Ernst (1899–1974), deutsch-amerikanischer Rabbiner und Hochschullehrer
- Jacob, Ernst Philipp (1886–1967), deutscher Politiker (FDP, BHE), MdL
- Jacob, Eva (* 1943), deutsche Schlagersängerin
- Jacob, Felix (1900–1996), deutscher Maler und Grafiker
- Jacob, Filomeno (* 1960), osttimoresischer Geistlicher und Sozialminister
- Jacob, François (1920–2013), französischer Mediziner, Physiologe und Genetiker
- Jacob, Frank (* 1966), deutscher Designer, Professor für Interface Design an der Muthesius Kunsthochschule in Kiel
- Jacob, Frank (* 1984), deutscher Historiker und Japanologe
- Jacob, Franz (1906–1944), deutscher Politiker (SPD, KPD), MdHB und Widerstandskämpfer gegen den NationalsozialismusFranz Jacob (1906–1944)

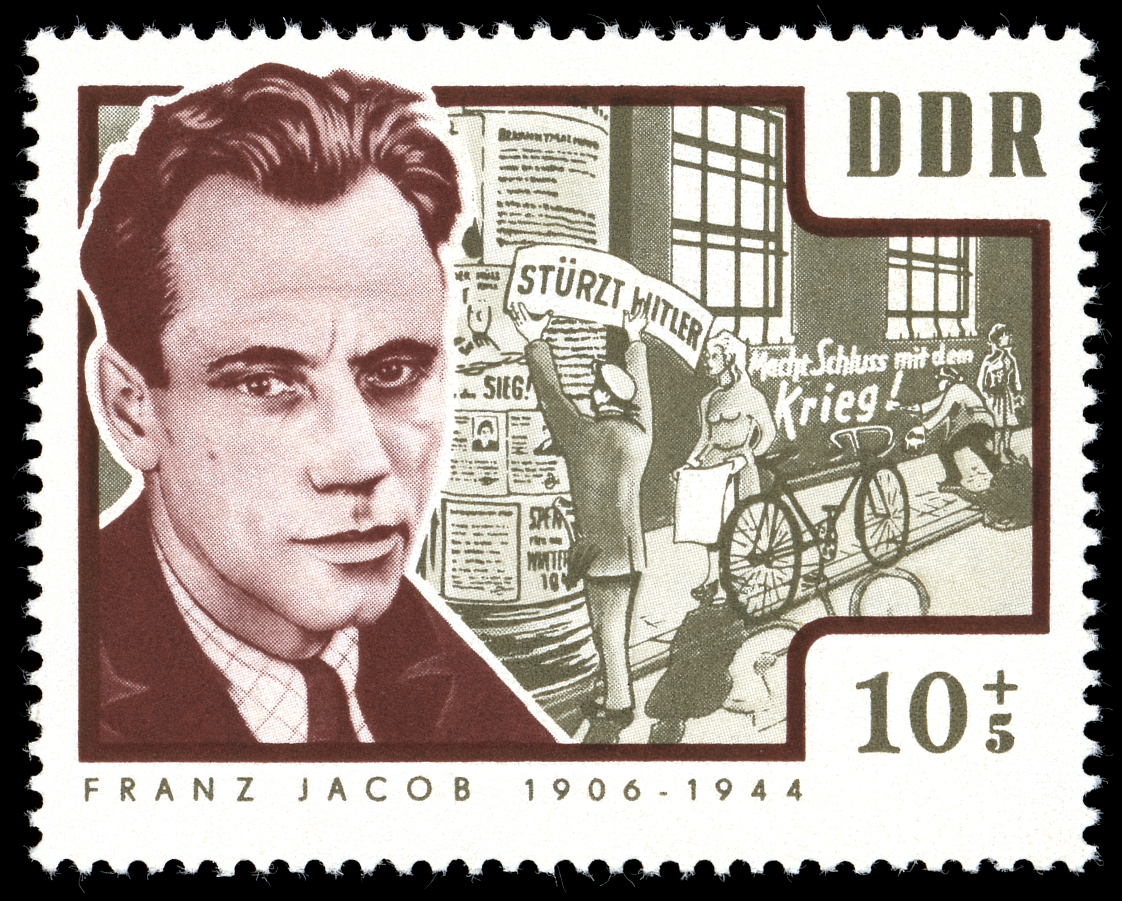
Franz Jacob (1906–1944)

- Jacob, Friedrich Wilhelm Karl (1850–1906), deutscher Architekt und Kirchenbaumeister
- Jacob, Fritz Lothar, deutscher Fechter
- Jacob, Gallus (* 1670), fürstbischöflicher Hofkammerdirektor
- Jacob, Georg (1862–1937), deutscher Turkologe; Rektor der Universität Kiel
- Jacob, Georges (1739–1814), französischer Kunsttischler
- Jacob, Georges (1877–1950), französischer Organist, Improvisateur und Komponist
- Jacob, Gilles (* 1930), französischer Filmkritiker, Produzent, Autor und Regisseur, Präsident der Internationalen Filmfestspiele von Cannes
- Jacob, Gitta (* 1973), deutsche Psychologin und Psychotherapeutin
- Jacob, Gordon (1895–1984), englischer klassischer Komponist, Dirigent, Arrangeur und Musiklehrer
- Jacob, Günter (1906–1993), deutscher evangelischer Theologe und Bischofsverwalter
- Jacob, Günter (* 1942), deutscher Fußballspieler
- Jacob, Gunter (* 1947), deutscher Maler, Zeichner und Grafiker
- Jacob, Günther, deutscher Autor und Publizist
- Jacob, Hannelore (1944–2008), deutsche Schlagersängerin
- Jacob, Hans (1884–1949), deutscher Straßenbahnbeamter und Politiker (NSDAP), MdR
- Jacob, Hans (1896–1961), deutscher Übersetzer und Dolmetscher
- Jacob, Hans Paul (1921–1977), deutscher Physiker
- Jacob, Harro (* 1939), deutscher Bildhauer und Maler
- Jacob, Heilwig (* 1942), deutsche Leichtathletin
- Jacob, Heilwig (* 1957), deutsche Malerin
- Jacob, Heiner (1943–2013), deutscher Designer und Hochschullehrer
- Jacob, Heinrich Eduard (1889–1967), deutscher und amerikanischer Journalist und SchriftstellerHeinrich Eduard Jacob (1889–1967)

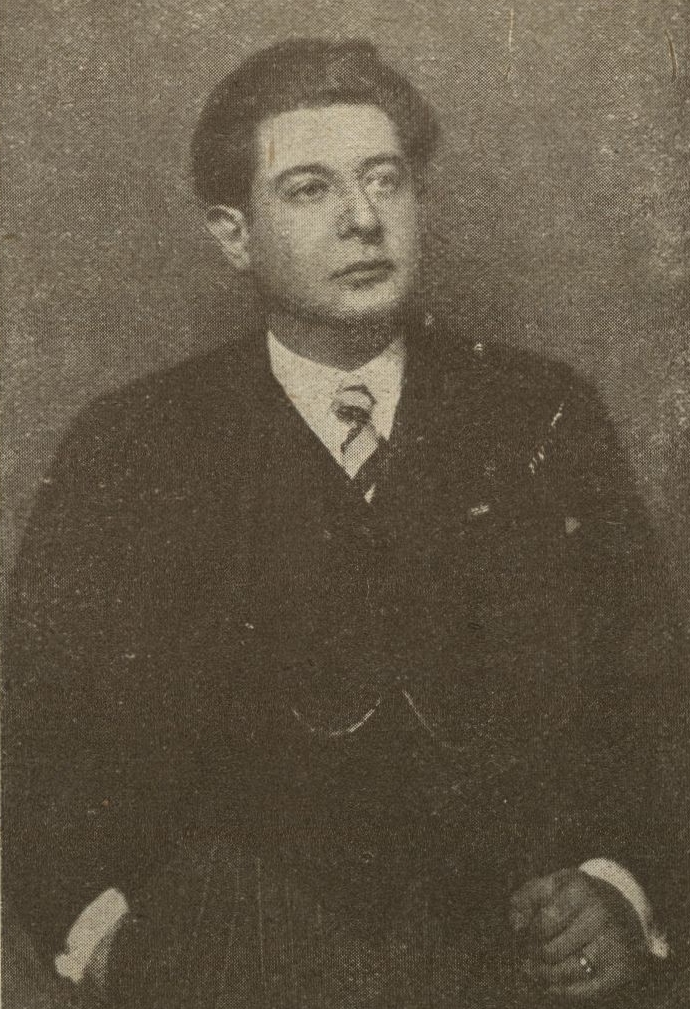
Heinrich Eduard Jacob (1889–1967)

- Jacob, Heinz (1929–2020), deutscher Prähistoriker
- Jacob, Helmut (1920–1998), deutscher Bildhauer und Restaurator
- Jacob, Helmut (1921–1988), deutscher Fußballspieler
- Jacob, Helmut (1940–2020), deutscher Agraringenieur
- Jacob, Herbert (* 1924), deutscher Literaturwissenschaftler
- Jacob, Herbert (1927–1997), deutscher Betriebswirt
- Jacob, Hugo (1883–1949), deutscher Oberlehrer und Heimatforscher
- Jacob, Irène (* 1966), französisch-schweizerische SchauspielerinIrène Jacob (* 1966)

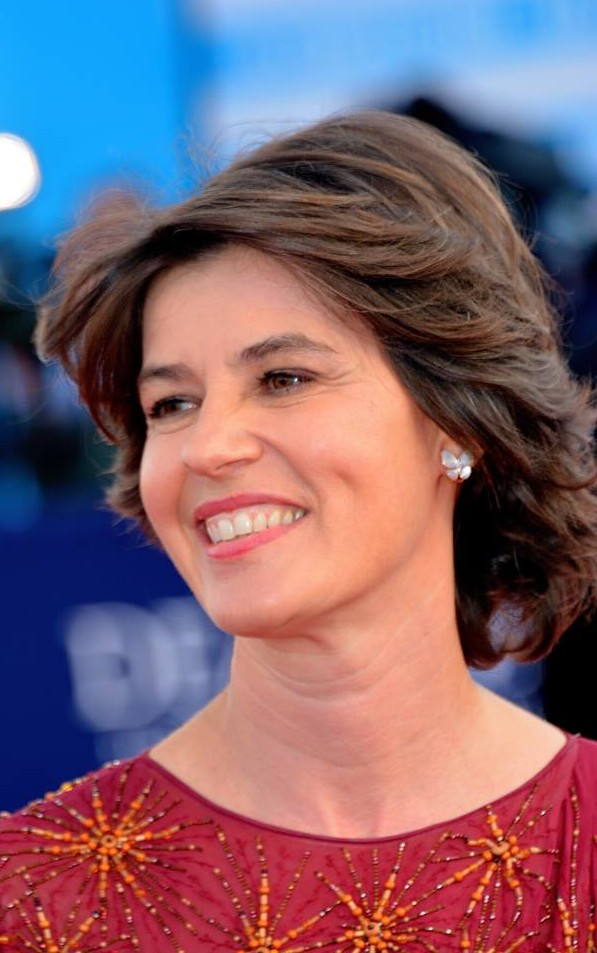
Irène Jacob (* 1966)

- Jacob, Jacqueline (* 1961), deutsche Schlagersängerin und Schauspielerin
- Jacob, Joachim (1939–2024), deutscher Verwaltungsjurist und Datenschutzexperte
- Jacob, Joachim (* 1965), deutscher Literaturwissenschaftler
- Jacob, Joe (* 1939), irischer Politiker
- Jacob, Joel (* 1992), antiguanischer Fußballspieler
- Jacob, Johann Friedrich (1792–1854), deutscher Pädagoge, Altphilologe und Direktor des Katharineums zu Lübeck
- Jacob, Johann Josef (1811–1891), sächsischer Tierarzt
- Jacob, Johann Nicolaus (1774–1856), bayerischer Abgeordneter, Ökonom und Gutsbesitzer
- Jacob, Johann Wilhelm (1816–1888), bayerischer Abgeordneter, Ökonom und Gutsbesitzer
- Jacob, Johanna (1939–2015), deutsche Schlagersängerin
- Jacob, John J. (1829–1893), US-amerikanischer Politiker
- Jacob, Jonas David (* 1989), deutscher Rechtsanwalt und Trompeter
- Jacob, Jörg (* 1964), deutscher Schriftsteller
- Jacob, Josephine (* 1981), deutsche Schauspielerin
- Jacob, Jules (1906–1969), kanadischer Sänger (Tenor)
- Jacob, Jules († 2008), US-amerikanischer Jazzmusiker
- Jacob, Julius der Ältere (1811–1882), deutscher Maler
- Jacob, Julius der Jüngere (1842–1929), deutscher Architektur- und Landschaftsmaler
- Jacob, Karl (1864–1947), deutscher Historiker, Hochschullehrer
- Jacob, Karl August (1798–1866), deutscher Unternehmer
- Jacob, Karl Georg (1796–1849), deutscher Lehrer und Historiker
- Jacob, Karl Theodor (1908–1980), deutscher Politiker (CSU)
- Jacob, Katerina (* 1958), deutsche Schauspielerin und SynchronsprecherinKaterina Jacob (* 1958)

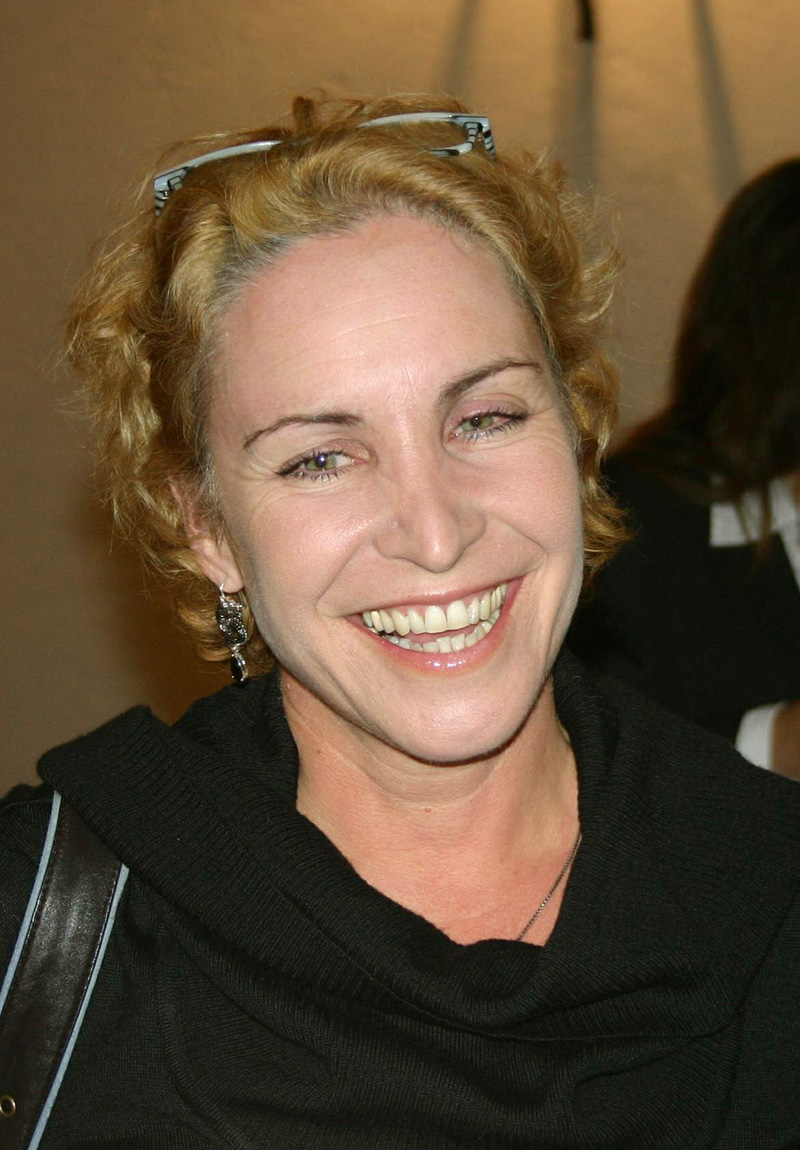
Katerina Jacob (* 1958)

- Jacob, Katharina (1907–1989), deutsche Kommunistin und Widerstandskämpferin gegen den Nationalsozialismus
- Jacob, Klaus (* 1943), deutscher Ruderer
- Jacob, Klaus (* 1967), deutscher Politikwissenschaftler
- Jacob, Klaus-Jürgen (1940–2013), deutscher Biologe und Zoodirektor
- Jacob, Kurt (1922–1994), deutscher Tänzer, Ballettmeister und Schauspieler
- Jacob, Lisa (* 1974), US-amerikanische Schwimmerin
- Jacob, Luis (* 1971), kanadischer Künstler
- Jacob, Madeleine (1896–1985), französische Journalistin
- Jacob, Magdalena (* 1994), deutsche Drehbuchautorin und Dokumentarfilmerin
- Jacob, Marius (1879–1954), französischer Anarchist und Volksheld
- Jacob, Martha (1911–1976), deutsche Leichtathletin
- Jacob, Mary Phelps (1891–1970), US-amerikanische Erfinderin
- Jacob, Mathilde (1873–1943), deutsche Sozialistin
- Jacob, Matthias (* 1960), deutscher Biathlet, inoffizieller Mitarbeiter der DDR-Staatssicherheit
- Jacob, Matthias (* 1963), deutscher Fußballspieler
- Jacob, Maurice (1933–2007), französischer theoretischer Physiker
- Jacob, Max (1849–1921), deutscher Architekt und Bauunternehmer
- Jacob, Max (1876–1944), französischer Dichter, Maler und SchriftstellerMax Jacob (1876–1944)

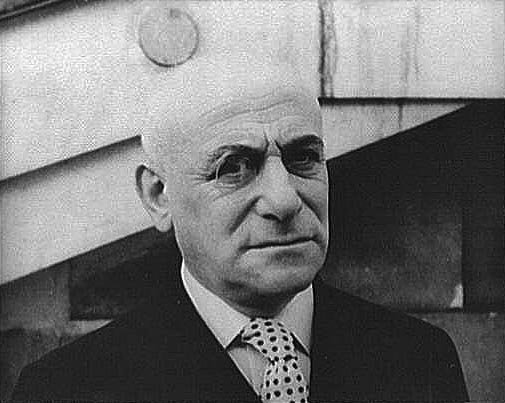
Max Jacob (1876–1944)

- Jacob, Max (1888–1967), deutscher Puppenspieler
- Jacob, Mirko (* 1970), deutscher Radiomoderator und DJ
- Jacob, Naomi (1884–1964), englische Autorin, Schauspielerin und Fernsehmoderatorin
- Jacob, Nickel (1505–1576), deutscher Imker und Schriftsteller
- Jacob, Nicolas Henri (1782–1871), französischer Zeichner
- Jacob, P. Walter (1905–1977), deutsch-argentinischer Schauspieler, Hörspielsprecher, Dramaturg und Regisseur
- Jacob, Rainer (* 1946), deutscher Schwimmer
- Jacob, Ralf (* 1967), deutscher Archivar und Historiker
- Jacob, Reinhard (* 1951), deutscher Bildhauer
- Jacob, Richard (1877–1960), deutscher Gitarrenbauer
- Jacob, Richard Taylor (1825–1903), US-amerikanischer Politiker
- Jacob, Romain (* 1988), französischer Boxer
- Jacob, Rosi (* 1941), deutsche Schlagersängerin
- Jacob, Sebastian (* 1993), deutscher FußballspielerSebastian Jacob (* 1993)

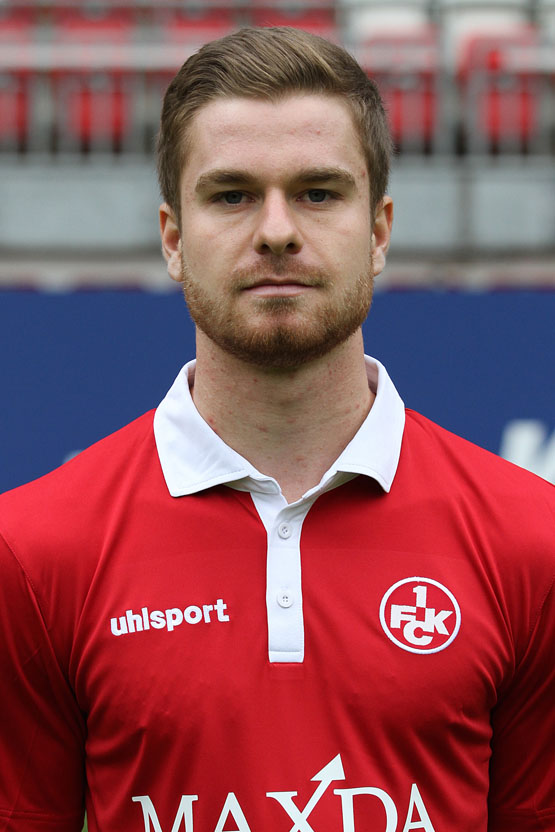
Sebastian Jacob (* 1993)

- Jacob, Sebastian Christoph (* 1968), deutscher Theater-, Fernseh- und Filmschauspieler sowie Synchronsprecher, Dialogautor, Dialogregisseur und Gitarrist
- Jacob, Siegmund (1874–1944), deutscher Filmproduzent und Filmmanager
- Jacob, Simon († 1564), deutscher Mathematiker und Rechenmeister
- Jacob, Steffi (* 1975), deutsche Skeletonpilotin
- Jacob, Teuku (1929–2007), indonesischer Paläoanthropologe
- Jacob, Therese von (1797–1870), deutsche Schriftstellerin, Volksliedforscherin und Slawistin
- Jacob, Thierry (1965–2024), französischer Boxer im Superbantamgewicht
- Jacob, Thomas (* 1943), deutscher Filmregisseur und Drehbuchautor
- Jacob, Thomas (* 1965), deutscher Rennrodler
- Jacob, Trevor (* 1993), US-amerikanischer Snowboarder
- Jacob, Trude, deutsche Fechterin
- Jacob, Uwe (* 1956), deutscher Polizist, Polizeipräsident von Köln
- Jacob, Violet (1863–1946), schottische Dichterin
- Jacob, Walter (1893–1964), Maler
- Jacob, Walter (* 1910), deutscher Handschriftenkundler und Kirchenhistoriker
- Jacob, Walter (1930–2024), amerikanischer Rabbiner
- Jacob, Werner (1906–1971), deutscher Theater- und Opernregisseur und Intendant
- Jacob, Werner (1920–1992), deutscher Holocaustüberlebender
- Jacob, Werner (1938–2006), deutscher Organist, Komponist und Hochschullehrer
- Jacob, Willibald (1932–2019), deutscher evangelischer Pfarrer und deutscher Politiker (Parteilos, CDU)
- Jacob, Wolfgang (1919–1994), deutscher Arzt, Sozialmediziner und Medizinphilosoph
- Jacob-Desmalter, François-Honoré-Georges (1770–1841), französischer Kunstschreiner
- Jacob-Friesen, Gernot (1926–2019), deutscher Prähistoriker
- Jacob-Friesen, Holger (* 1967), deutscher Kunsthistoriker
- Jacob-Friesen, Karl Hermann (1886–1960), deutscher Prähistoriker
- Jacob-Steinorth, Artur (1886–1958), deutscher Chemiker und Hochschullehrer

#### Jacoba
- Jacoba von Settesoli (1190–1273), Selige der katholischen Kirche und eine Anhängerin des heiligen Franziskus von Assisi
- Jacobacci, Maurizio (* 1963), italienischer Fußballspieler und -trainerMaurizio Jacobacci (* 1963)

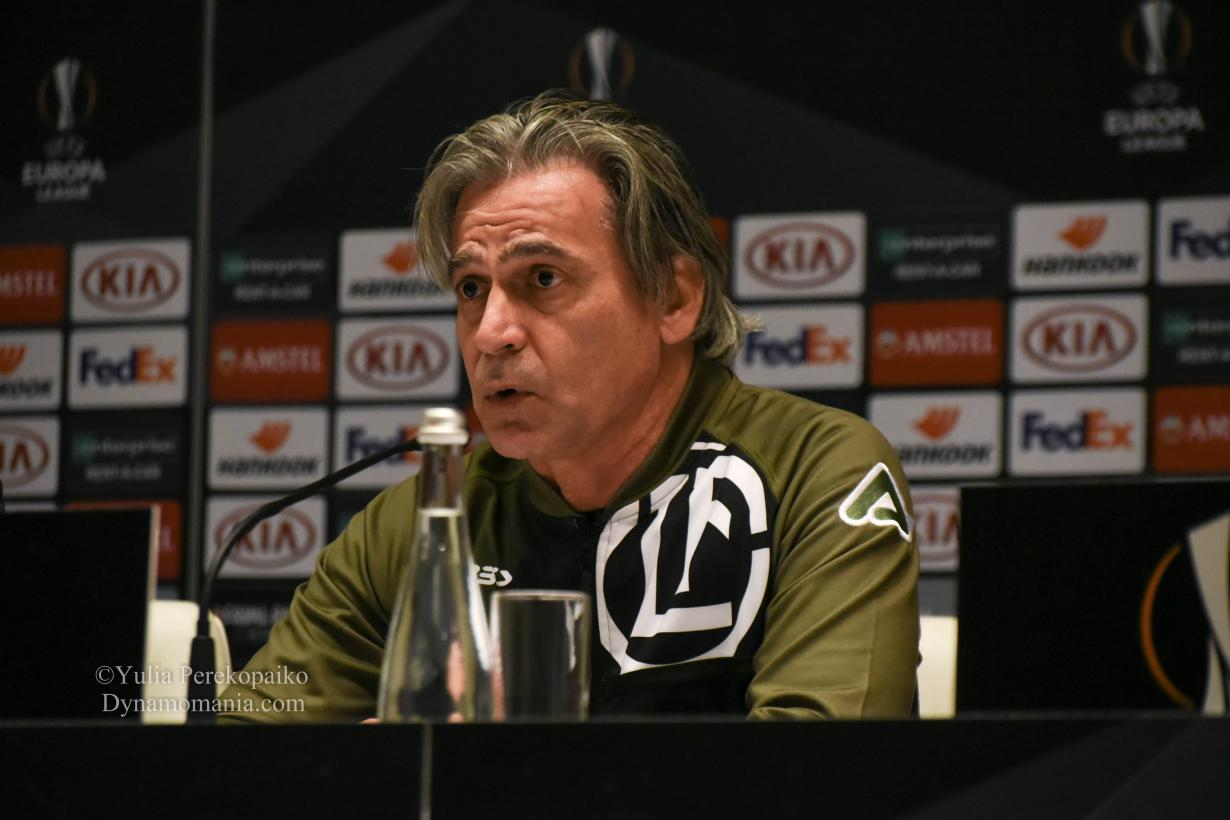
Maurizio Jacobacci (* 1963)

- Jacobäer, Theophilus (1591–1659), deutscher Retter der Stadt Pirna
- Jacobaeus, Hans Christian (1879–1937), schwedischer Gynäkologe, Geburtshelfer und Reproduktionsmediziner
- Jacobasch, Gisela (* 1935), deutsche Biochemikerin, Professorin und Lebensmittelforscherin

#### Jacobb
- Jacobber, Moise (1786–1864), französischer Blumen- und Porzellanmaler jüdischer Herkunft

#### Jacobe
- Jacobé, Johann (1733–1797), österreichischer Kupferstecher
- Jacobeit, Sigrid (* 1940), deutsche Ethnografin, Agrarwissenschaftlerin, ehemals Leiterin der Mahn- und Gedenkstätte Ravensbrück, Agrarwissenschaftlerin
- Jacobeit, Wolfgang (1921–2018), deutscher Volkskundler, Direktor des Museums für Volkskunde in Ost-Berlin, Professor an der Humboldt-Universität zu Berlin
- Jacobellis, Lindsey (* 1985), US-amerikanische Snowboarderin
- Jacobello del Fiore, venezianischer Maler der Spätgotik
- Jacober, Josef (1855–1934), Schweizer Skifabrikant
- Jacoberger, Philippe (1955–2016), französischer Skispringer

#### Jacobf
- Jacobfeuerborn, Bruno (* 1960), deutscher IngenieurBruno Jacobfeuerborn (* 1960)

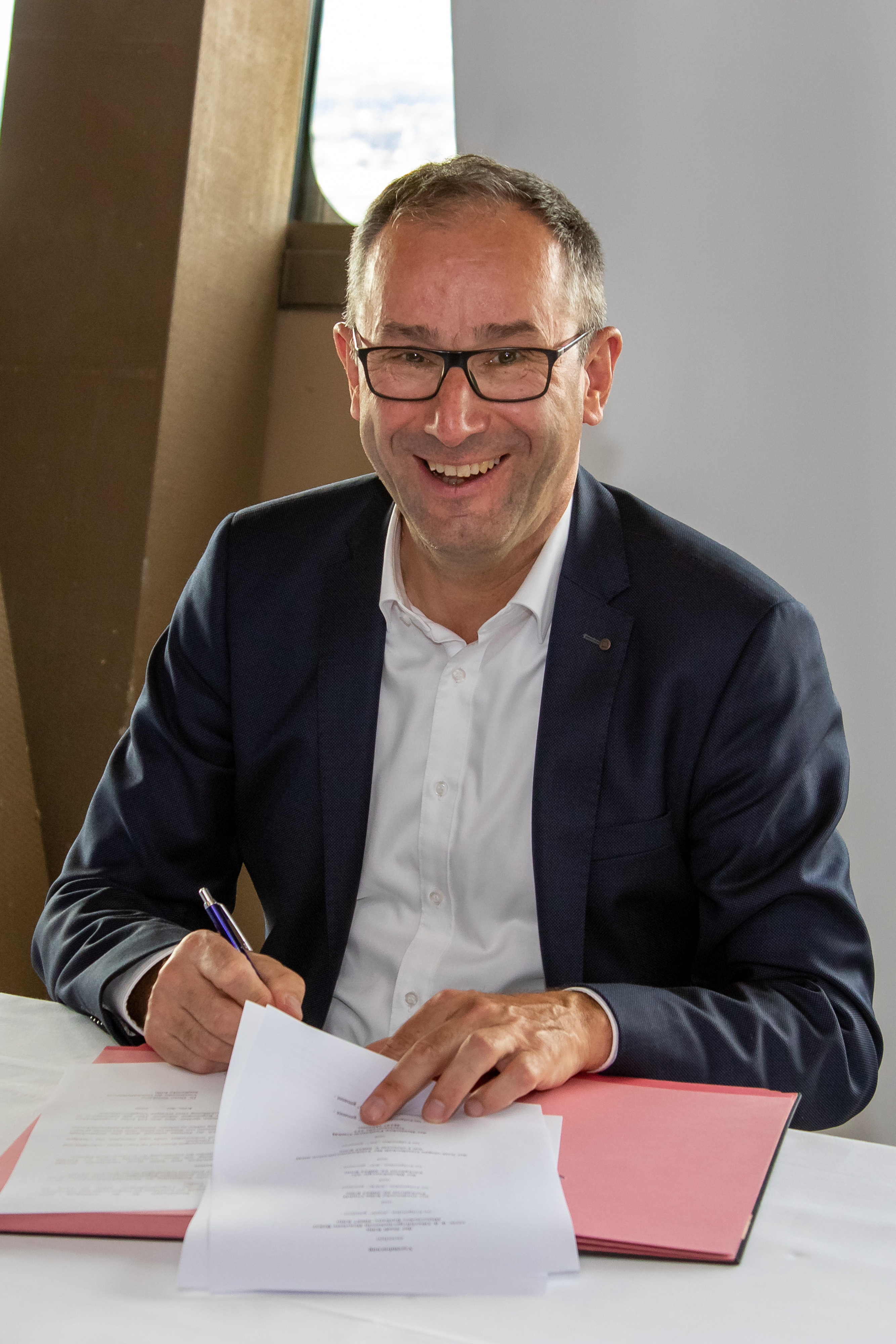
Bruno Jacobfeuerborn (* 1960)

#### Jacobi
- Jacobi (1787–1835), deutscher Theaterschauspieler
- Jacobi von Wallhausen, Johann († 1627), deutscher Militärschriftsteller
- Jacobi, Aart (* 1955), niederländischer Diplomat
- Jacobi, Abraham (1830–1919), deutsch-amerikanischer Kinderarzt
- Jacobi, Adam Christoph (1638–1689), deutscher Jurist
- Jacobi, Addi (1936–2013), deutscher Journalist und Publizist
- Jacobi, Albano von (1854–1919), preußischer General der Infanterie, Militärattaché
- Jacobi, Andreas Ludolf (1746–1825), deutscher Jurist und Landsyndicus
- Jacobi, Ariane (* 1966), deutsche Jazzsängerin, Moderatorin, Journalistin
- Jacobi, Arnold (1870–1948), deutscher Zoologe und Ethnograf
- Jacobi, August Christian (* 1688), deutscher Komponist
- Jacobi, August Julius (* 1818), Gutsbesitzer und Mitglied des kurhessischen Kommunallandtags Kassel
- Jacobi, Bartholomäus (1559–1631), Prätor und Bürgermeister der Stadt Görlitz
- Jacobi, Bernhard (1801–1843), deutscher evangelischer Geistlicher und Präses der Westfälischen Provinzialsynode der Evangelischen Kirche Preußens
- Jacobi, Bernhard von (1823–1881), Generalstabsoffizier der Hannoverschen Armee und zuletzt preußischer Oberstleutnant
- Jacobi, Betty (1743–1784), Ehefrau von Friedrich Heinrich Jacobi
- Jacobi, Carl (1799–1875), deutscher Verwaltungsjurist
- Jacobi, Carl (1908–1997), amerikanischer Schriftsteller und Journalist
- Jacobi, Carl Gustav Jacob (1804–1851), deutscher MathematikerCarl Gustav Jacob Jacobi (1804–1851)

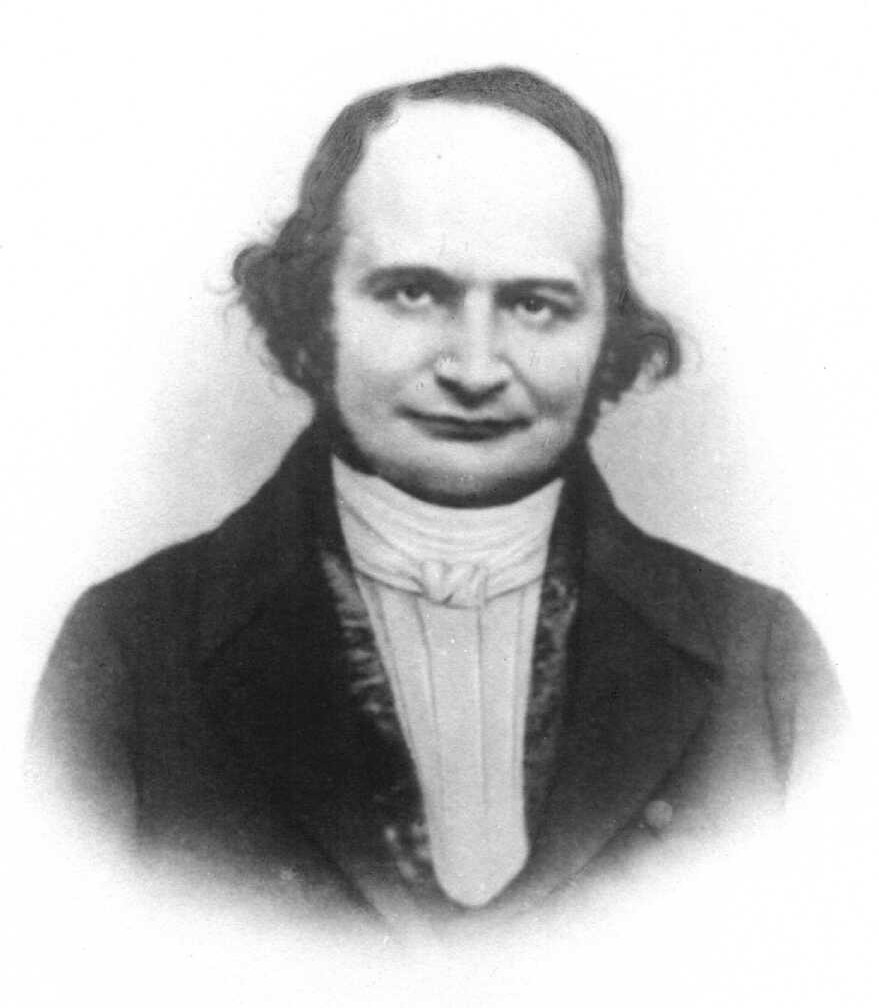
Carl Gustav Jacob Jacobi (1804–1851)

- Jacobi, Carl Heinrich (1824–1897), deutscher Fotograf
- Jacobi, Carl Wilhelm (1803–1858), deutscher Lehrer und Politiker
- Jacobi, Catharine (1837–1912), deutsche Theaterschauspielerin
- Jacobi, Christine (* 1979), deutsche evangelische Theologin
- Jacobi, Christoph (* 1970), deutscher Schauspieler
- Jacobi, Christoph Andreas (* 1964), deutscher Mediziner und Autor
- Jacobi, Christoph Gottfried (1724–1789), deutscher evangelischer Theologe, geistlicher Liederdichter und Schriftsteller
- Jacobi, Claus (1927–2013), deutscher Journalist
- Jacobi, Claus (1948–2024), deutscher Mediziner, Psychotherapeut, Psychiater und Jazzmusiker
- Jacobi, Claus (* 1971), deutscher Politiker (SPD), Bürgermeister von Gevelsberg
- Jacobi, Constanze (1824–1896), Pianistin und Sängerin
- Jacobi, Daniel, deutscher Songwriter, Sänger und Musiker christlicher Popmusik
- Jacobi, Derek (* 1938), britischer SchauspielerDerek Jacobi (* 1938)

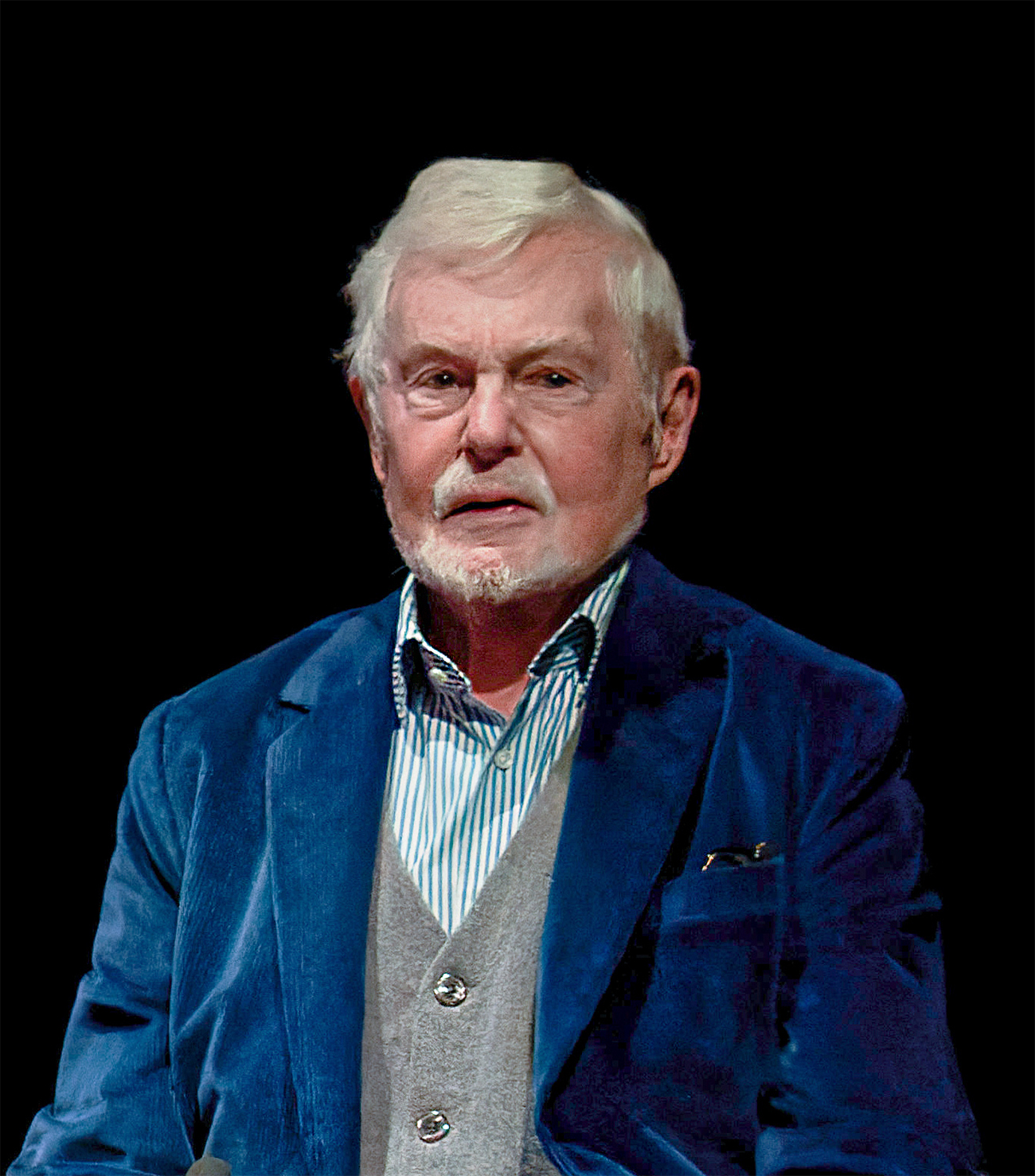
Derek Jacobi (* 1938)

- Jacobi, Dieter (* 1937), deutscher Chirurg und Rotkreuz-Arzt
- Jacobi, Doreen (* 1974), deutsche Schauspielerin und ehemaliges Model
- Jacobi, Eduard (1862–1915), deutscher Dermatologe, Hochschullehrer
- Jacobi, Eduard Adolf (1796–1865), deutscher evangelischer Pfarrer und Lehrer
- Jacobi, Elisabeth (1882–1977), Bibliothekarin
- Jacobi, Ernst (1867–1946), deutscher Jurist
- Jacobi, Ernst (1933–2022), deutscher Theater- und Filmschauspieler, sowie Hörspielautor und -sprecher
- Jacobi, Ernst Frederik (1908–1994), niederländischer Biologe und Zoodirektor
- Jacobi, Erwin (1884–1965), deutscher Staats- und Kirchenrechtler
- Jacobi, Erwin (1902–1967), deutscher Politiker (DKP-DRP, DP, NPD), MdHB
- Jacobi, Erwin Reuben (1909–1978), französisch-schweizerischer Cembalist, Organist und Musikwissenschaftler
- Jacobi, Eugenie (* 1852), deutsche Schriftstellerin
- Jacobi, Fabian (* 1973), deutscher Politiker (AfD), MdB
- Jacobi, Flory (1902–1981), deutsche Schauspielerin und Radiosprecherin
- Jacobi, Frank (* 1967), deutscher Psychologe
- Jacobi, Franz (1866–1942), deutscher Theaterschauspieler
- Jacobi, Franz (1888–1979), deutscher Hüttenbeamter in der Dortmunder Stahlindustrie, Mitgründer von Borussia Dortmund
- Jacobi, Frederick (1891–1952), US-amerikanischer Komponist Klassischer Musik
- Jacobi, Friedrich Heinrich (1743–1819), deutscher PhilosophFriedrich Heinrich Jacobi (1743–1819)

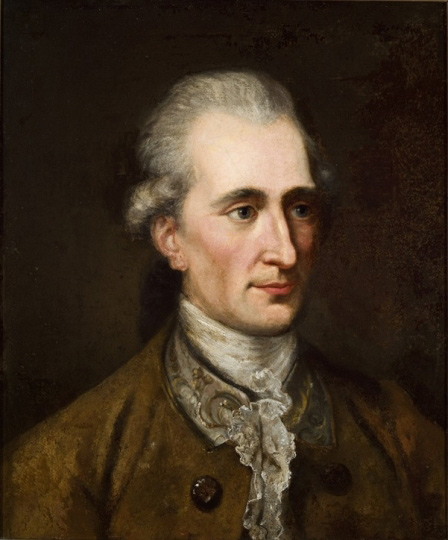
Friedrich Heinrich Jacobi (1743–1819)

- Jacobi, Friedrich Paul (1727–1758), preußischer Militär und Mathematiker
- Jacobi, Fritz (1902–1974), deutscher Manager und Sportfunktionär
- Jacobi, Fritz (* 1944), deutscher Kunsthistoriker
- Jacobi, Georg Albano von (1805–1874), preußischer General der Infanterie, Militärschriftsteller, Botaniker
- Jacobi, Georg Arnold (1768–1845), deutscher Jurist, Verwaltungsbeamter, Autor und Gutsbesitzer
- Jacobi, Georg Friedrich (1738–1822), Bochumer Bürgermeister
- Jacobi, Georges (1840–1906), deutscher Komponist und Dirigent
- Jacobi, Gerhard (1891–1971), deutscher lutherischer Theologe
- Jacobi, Gerhard (1913–1980), deutscher Brigadegeneral der Bundeswehr
- Jacobi, Gottfried von (1869–1947), deutscher Verwaltungsjurist und Ministerialbeamter
- Jacobi, Gottlob (1770–1823), deutscher Unternehmer
- Jacobi, Günter (1935–2013), deutscher Grafiker, Buchgestalter und Hochschullehrer
- Jacobi, Hans Bernhard (1886–1940), deutscher Förster und Politiker; Oberforstmeister in Frankfurt am Main
- Jacobi, Hans-Jürgen (* 1950), deutscher Kugelstoßer und Diskuswerfer
- Jacobi, Hartmann (1617–1680), deutscher Verwaltungsjurist und Kanzler
- Jacobi, Heinrich (1845–1916), deutscher Lehrer und Heimatforscher
- Jacobi, Heinrich (1866–1946), deutscher Architekt und Archäologe
- Jacobi, Heinrich Daniel (1725–1796), deutscher Hüttenwerksdirektor
- Jacobi, Heinrich Otto (1815–1864), deutscher Klassischer Philologe und Gymnasiallehrer
- Jacobi, Hermann (1837–1908), deutscher Theaterschauspieler und Theaterregisseur
- Jacobi, Hermann (1850–1937), deutscher Indologe und Hochschullehrer
- Jacobi, Hosea (1841–1924), Oberrabbiner von Zagreb und religiöser Führer der jüdischen Gemeinde in Kroatien
- Jacobi, Hugo (1834–1917), deutscher Ingenieur und Montanindustrieller
- Jacobi, Hugo (1882–1954), deutscher Jurist und Dichter
- Jacobi, Isabelle (* 1969), Schweizer Journalistin und Theaterautorin
- Jacobi, Joachim (* 1950), deutscher Pädagoge, Politiker (CDU) und Philosoph
- Jacobi, Joe (* 1969), US-amerikanischer Kanute
- Jacobi, Johann (1661–1726), deutscher Erzgießer
- Jacobi, Johann Adolph (1769–1847), deutscher evangelischer Theologe
- Jacobi, Johann Andreas (1680–1756), lutherischer Geistlicher
- Jacobi, Johann Christian (1670–1750), deutsch-englischer Küster, Buchhändler, Übersetzer und Kantor
- Jacobi, Johann Christian (1717–1762), deutscher Militärarzt und Mitglied der Leopoldina
- Jacobi, Johann Conrad (1709–1786), Bochumer Bürgermeister
- Jacobi, Johann Conrad (1717–1774), Bankier und Handelsherr in Königsberg, Intimfreund Immanuel Kants
- Jacobi, Johann Friedrich (1712–1791), deutscher lutherischer Geistlicher
- Jacobi, Johann Friedrich (1765–1831), deutscher Tuchfabrikant sowie Präfekturrat und Mitglied des Corps législatif
- Jacobi, Johann Georg (1740–1814), deutscher Dichter und PublizistJohann Georg Jacobi (1740–1814)

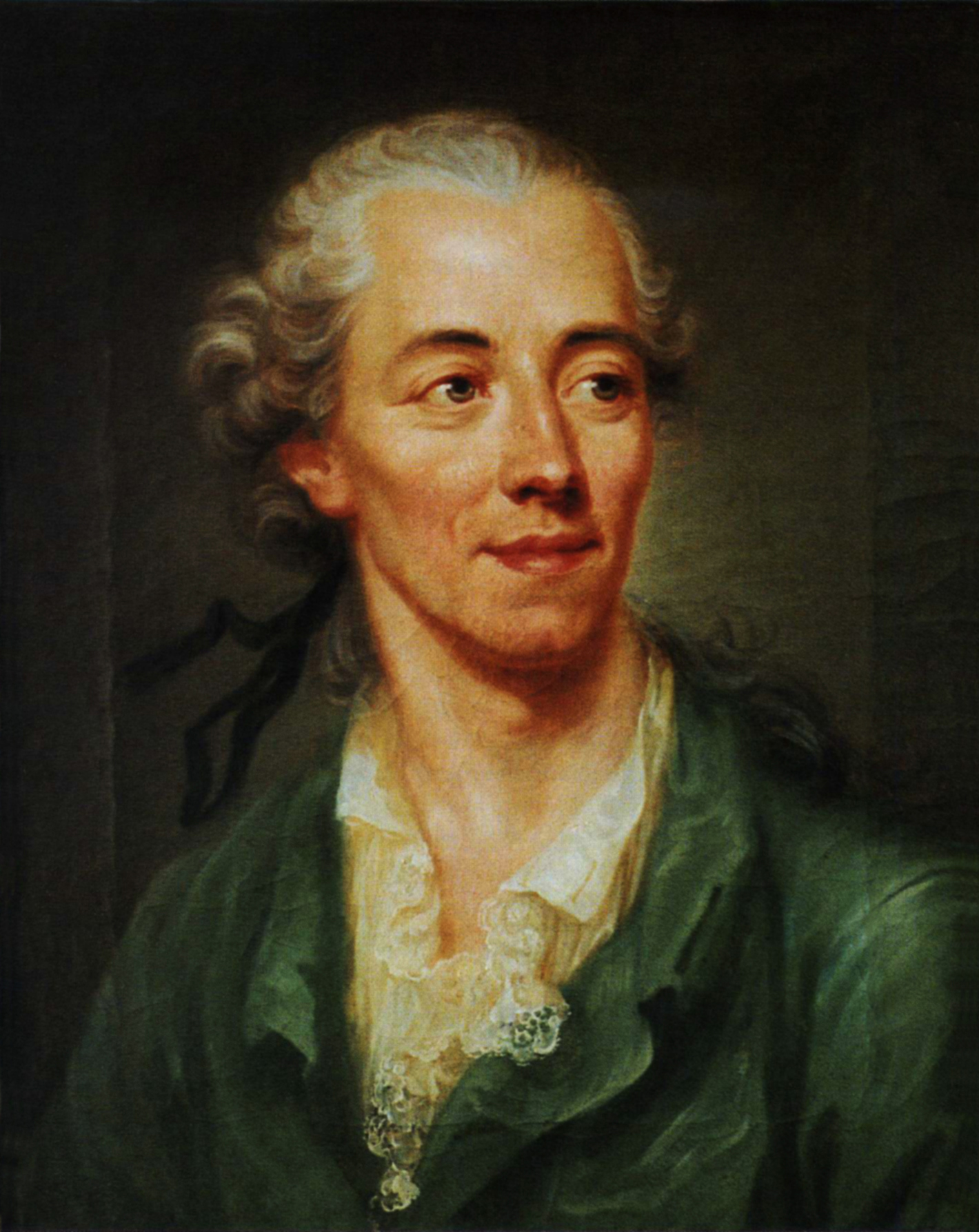
Johann Georg Jacobi (1740–1814)

- Jacobi, Johann Georg Ferdinand (1766–1848), deutscher Jurist und Bürgermeister von Dresden
- Jacobi, Johann Georg Friedrich (1751–1824), deutscher Autor, Verleger, Unternehmer und Militärperson
- Jacobi, Johann Heinrich (1803–1859), deutscher Maler und Lithograph
- Jacobi, Johann Konrad (1715–1788), deutscher Kaufmann und Fabrikant
- Jacobi, Jolande (1890–1973), ungarisch-österreichische Psychologin und langjährige Mitarbeiterin von C. G. Jung
- Jacobi, Josef (* 1945), deutscher Bauer und Agrarpolitiker
- Jacobi, Juliane (* 1946), deutsche Erziehungswissenschaftlerin, evangelische Theologin und Soziologin
- Jacobi, Justus Ludwig (1815–1888), deutscher evangelischer Kirchenhistoriker
- Jacobi, Karl Friedrich Andreas (1795–1855), deutscher Mathematiker und Lehrer
- Jacobi, Karl von (1790–1875), hannoverscher General der Infanterie und Kriegsminister
- Jacobi, Karl von (1828–1903), deutscher Staatssekretär im Reichsschatzamt und Wirklicher Geheimer Rat
- Jacobi, Klaus (* 1936), deutscher Philosoph, Philosophiehistoriker und Hochschullehrer
- Jacobi, Leonard (1832–1900), deutscher Rechtswissenschaftler, Rechtsanwalt und Hochschullehrer
- Jacobi, Lotte (1896–1990), deutsch-US-amerikanische Porträt-, Theater- und Kunstfotografin
- Jacobi, Lou (1913–2009), kanadischer Film- und Theaterschauspieler
- Jacobi, Louis (1836–1910), deutscher Architekt und Altertumsforscher
- Jacobi, Lucie (1886–1968), deutsche Lehrerin
- Jacobi, Ludwig (1816–1882), deutscher Beamter und Politiker (NLP), MdR
- Jacobi, Margarethe (1840–1910), deutsche Übersetzerin, Erzieherin und Herausgeberin von Gedichtbänden
- Jacobi, Maria (1906–1994), deutsche Politikerin (Zentrum, CDU), MdB
- Jacobi, Maria (1910–1976), österreichische Politikerin (SPÖ), amtsführende Stadträtin in Wien
- Jacobi, Martin (1865–1919), deutscher Komponist und Musikwissenschaftler
- Jacobi, Mary Corinna Putnam (1842–1906), amerikanische Ärztin, Lehrerin, Schriftstellerin und Suffragistin
- Jacobi, Maximilian (1775–1858), preußischer Regierungs- und Obermedizinalrat
- Jacobi, Michael (* 1960), deutscher Politiker (Bündnis 90/Die Grünen, CDU), MdL
- Jacobi, Michael Angelus (1812–1891), italienischer Ordensgeistlicher und römisch-katholischer Erzbischof von Agra
- Jacobi, Moritz Hermann von (1801–1874), deutscher und russischer Physiker und IngenieurMoritz Hermann von Jacobi (1801–1874)

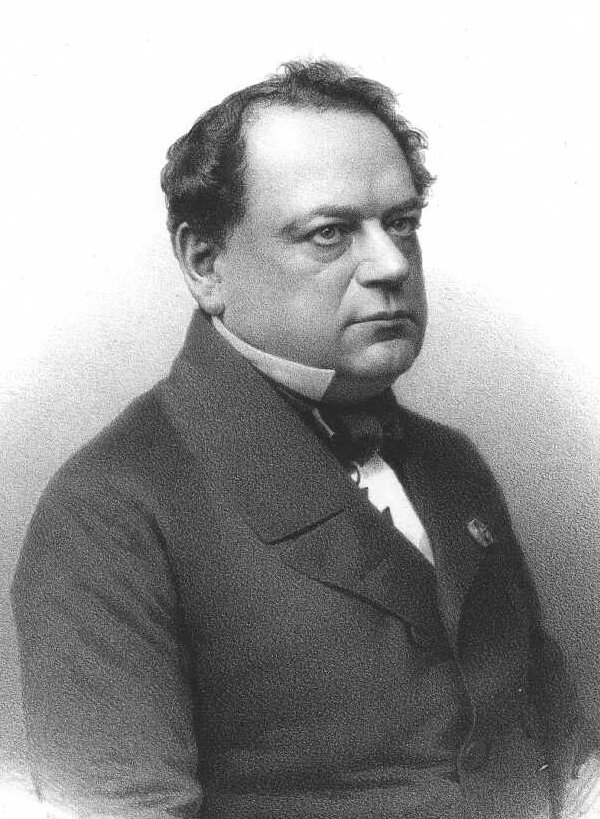
Moritz Hermann von Jacobi (1801–1874)

- Jacobi, Nicolas (* 1987), deutscher Hockeytorwart
- Jacobi, Otto (1803–1855), deutscher Jurist und Schriftsteller
- Jacobi, Otto Reinhold (1812–1901), deutscher Maler
- Jacobi, Paul (1878–1915), deutscher Korvettenkapitän der Kaiserlichen Marine
- Jacobi, Peter (* 1935), deutscher Bildhauer und Fotograf
- Jacobi, Peter (* 1945), deutscher Politiker (FDP), MdL
- Jacobi, Peter (* 1951), deutscher Schriftsteller
- Jacobi, Philipp (1806–1888), deutscher Bürgermeister und Mitglied der kurhessischen Ständeversammlung
- Jacobi, Ricarda (1923–2020), deutsche Porträtmalerin
- Jacobi, Richard (1850–1916), deutscher Journalist und Schriftsteller
- Jacobi, Ritzi (1941–2022), rumänisch-deutsche Textil- und Installationskünstlerin
- Jacobi, Robert (* 1977), deutscher Unternehmer, Autor und Politikwissenschaftler
- Jacobi, Roger M. (1947–2009), britischer Archäologe
- Jacobi, Roland (1893–1951), ungarischer Tischtennisspieler
- Jacobi, Rudibert (1927–1989), deutscher Fußballschiedsrichter
- Jacobi, Rudolf (1889–1972), deutscher Maler
- Jacobi, Ruth (1899–1995), deutsche Fotografin
- Jacobi, Samuel (1652–1721), deutscher Kantor und Komponist
- Jacobi, Sebastian (* 1991), deutscher HandballspielerSebastian Jacobi (* 1991)

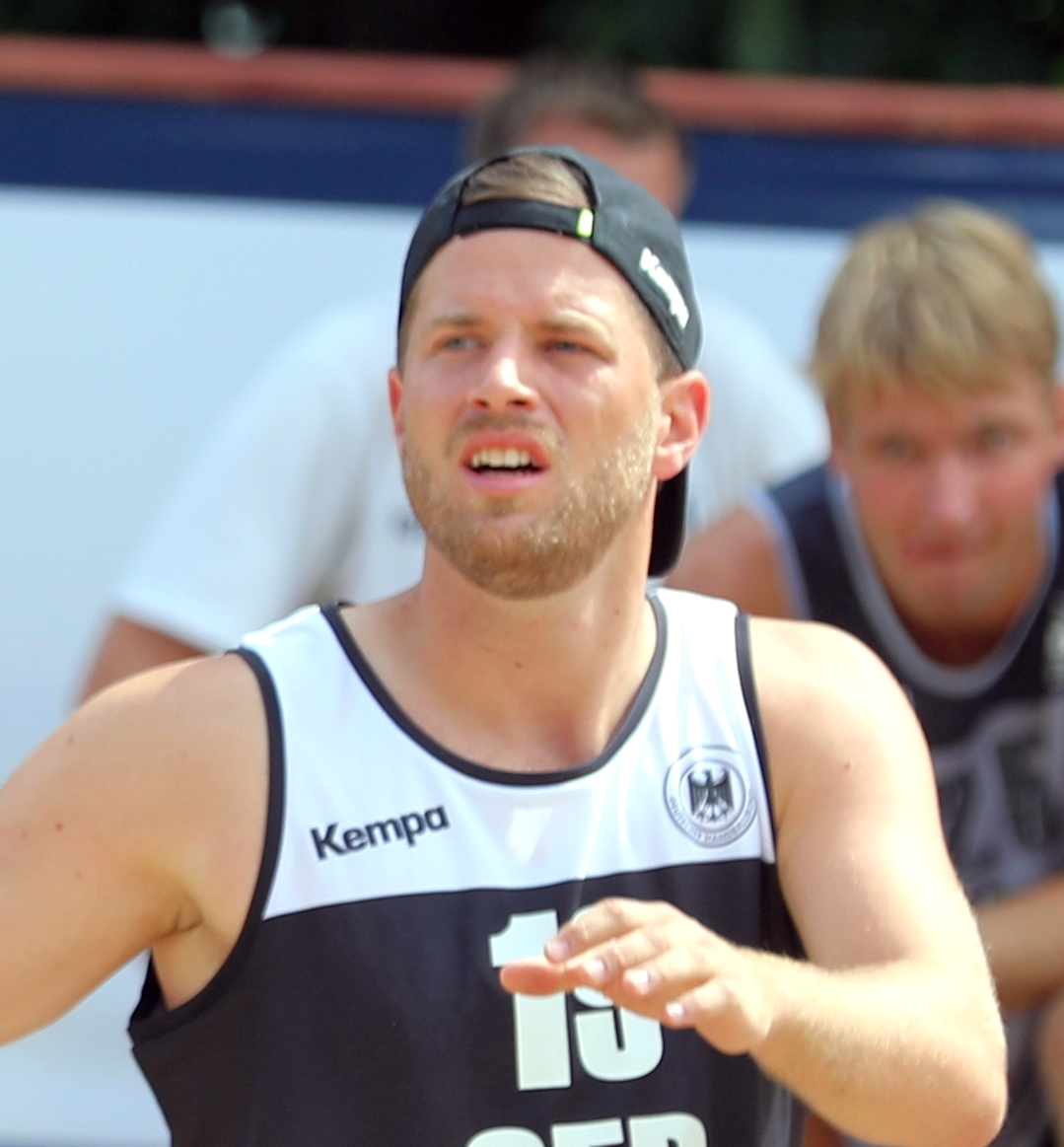
Sebastian Jacobi (* 1991)

- Jacobi, Stephan Ludwig (1711–1784), Erfinder der künstlichen Fischzucht
- Jacobi, Susanne Lee (* 1989), US-amerikanische Volleyballspielerin
- Jacobi, Theodor (1816–1848), deutscher Germanist
- Jacobi, Uwe (1939–2020), deutscher Journalist und Autor
- Jacobi, Viktor (1883–1921), ungarischer Operettenkomponist
- Jacobi, Walter (1918–2009), deutsch-amerikanischer Ingenieur und Raumfahrtpionier
- Jacobi, Werner (* 1904), deutscher Physiker und Erfinder
- Jacobi, Werner (1907–1970), deutscher Jurist und Politiker (SPD), MdL, MdB
- Jacobi, Werner (1922–2012), deutscher Politiker (CDU), MdBB
- Jacobi, Wilhelm (1863–1924), deutscher Bildhauer
- Jacobi, Wilhelm (1881–1962), deutscher Oberbürgermeister und Oberstadtdirektor
- Jacobi, Wolfgang (1894–1972), deutscher Komponist und Musikpädagoge
- Jacobi, Wolfgang (1928–2015), deutscher Physiker und Strahlenschützer
- Jacobi, Wolfram (1928–2015), deutscher Dirigent und Komponist
- Jacobini, Angelo (1825–1886), italienischer Geistlicher, Kurienkardinal
- Jacobini, Diomira (1899–1959), italienische Schauspielerin
- Jacobini, Domenico Maria (1837–1900), katholischer Theologe und Kardinal
- Jacobini, Lodovico (1832–1887), italienischer Kardinal und päpstlicher Staatssekretär
- Jacobini, Maria (1890–1944), italienische Schauspielerin beim heimischen und deutschen Film
- Jacobis, Justinus de (1800–1860), italienischer Missionsbischof, Heiliger
- Jacobitz, Bernd (* 1947), deutscher Boxer
- Jacobitz, Karl Gottfried (1807–1887), deutscher Lehrer und Altphilologe
- Jacobius, Gisela (1923–2011), deutsche Holocaust-Überlebende

#### Jacobj
- Jacobj, Carl (1857–1944), deutscher Arzt und Pharmakologe
- Jacobj, Daniel Heinrich (1820–1886), deutscher Jurist und Richter
- Jacobj, Johann Carl (1780–1847), deutscher Kaufmann und Hamburger Oberalter
- Jacobj, Johann Daniel (1798–1847), Lübecker Kaufmann und Kunstsammler

#### Jacobm
- Jacobmeyer, Wolfgang (* 1940), deutscher Historiker und Geschichtsdidaktiker

#### Jacobo
- Jacobowitz, Alex (* 1960), US-amerikanischer auf Klezmer-Musik spezialisierter Marimbaspieler
- Jacobowski, Ludwig (1868–1900), deutscher SchriftstellerLudwig Jacobowski (1868–1900)

Ludwig Jacobowski (1868–1900)

#### Jacobs
- Jacobs, A. J. (* 1968), US-amerikanischer Journalist und Buchautor
- Jacobs, Adriana, niederländisches Opfer der Hexenverfolgung
- Jacobs, Alan (* 1958), US-amerikanischer Filmemacher
- Jacobs, Aletta (1854–1929), niederländische Ärztin und Feministin
- Jacobs, Alice (* 1879), deutsche Porträt-, Landschafts- und Stilllebenmalerin
- Jacobs, André (* 1961), südafrikanischer Schauspieler
- Jacobs, Andrew, britischer Diplomat im Dienst der Europäischen Union
- Jacobs, Andrew (1906–1992), US-amerikanischer Politiker
- Jacobs, Andrew (* 1993), US-amerikanischer Schauspieler und Filmproduzent
- Jacobs, Andrew junior (1932–2013), US-amerikanischer Politiker
- Jacobs, Anja (* 1974), deutsche Filmregisseurin
- Jacobs, Anthony, Baron Jacobs (1931–2014), britischer Politiker (Liberal Democrats, parteilos)
- Jacobs, Ariël (* 1953), belgischer Fußballspieler und -trainer
- Jacobs, Arnold (1915–1998), US-amerikanischer Musiker
- Jacobs, Arthur M. (* 1958), deutscher Psychologe und Hochschullehrer
- Jacobs, Arthur P. (1922–1973), US-amerikanischer Filmproduzent
- Jacobs, Artur (1880–1968), deutscher Philosoph
- Jacobs, Audrey (* 2004), niederländische Hammerwerferin
- Jacobs, Bárbara (* 1947), mexikanische Schriftstellerin
- Jacobs, Bert (1941–1999), niederländischer Fußballspieler und -trainer
- Jacobs, Brad (* 1985), kanadischer Curler
- Jacobs, Brandon (* 1982), US-amerikanischer American-Football-Spieler
- Jacobs, Bruno (* 1954), deutscher Vorderasiatischer Archäologe
- Jacobs, Charles (1882–1945), US-amerikanischer Stabhochspringer
- Jacobs, Charlotte (1847–1916), niederländische Apothekerin
- Jacobs, Charly (1948–2013), belgischer Fußballspieler
- Jacobs, Chosen (* 2001), US-amerikanischer SchauspielerChosen Jacobs (* 2001)

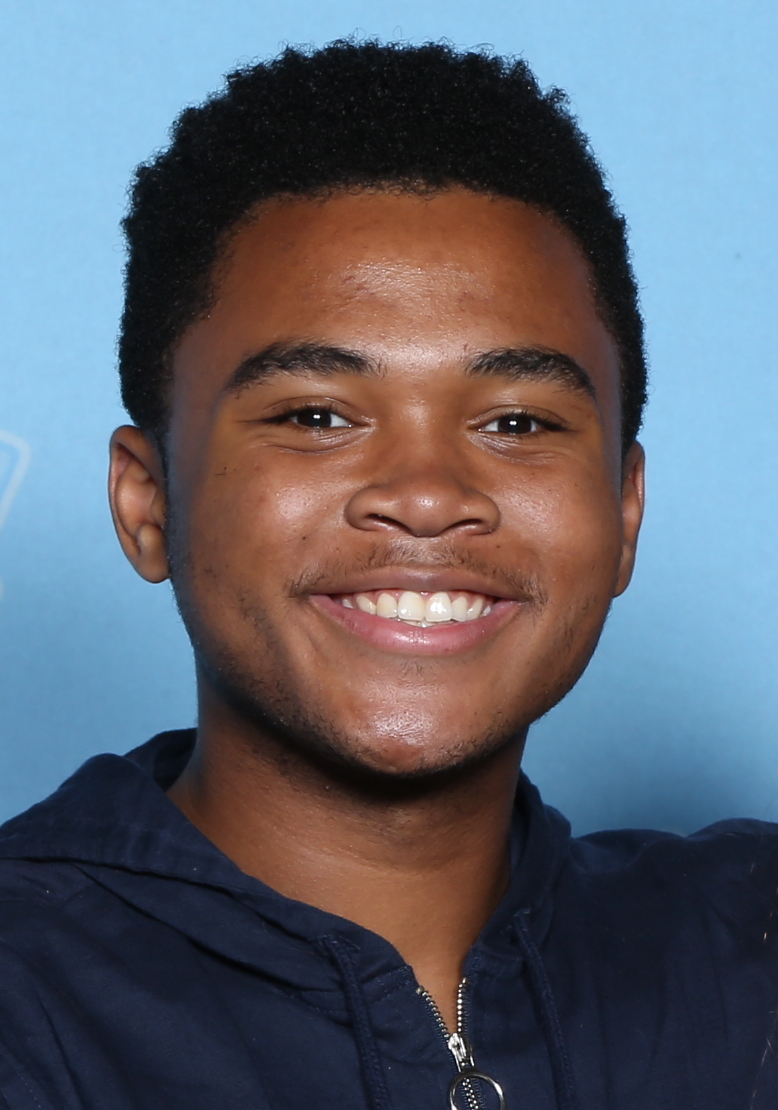
Chosen Jacobs (* 2001)

- Jacobs, Christian (* 1962), deutscher Rechtsanwalt und Unternehmer
- Jacobs, Christoph (* 1958), deutscher Theologe und Hochschullehrer
- Jacobs, Christopher (* 1964), US-amerikanischer Schwimmer
- Jacobs, Christopher (* 1966), US-amerikanischer Jurist, Geschäftsmann und Politiker
- Jacobs, Cuthbert (* 1952), antiguanischer Sprinter
- Jacobs, Daisy (* 1989), britische Animatorin, Regisseurin und Drehbuchautorin
- Jacobs, Daniel (* 1987), US-amerikanischer Boxer
- Jacobs, Danny (* 1968), US-amerikanischer Synchronsprecher und Schauspieler
- Jacobs, David (1888–1976), britischer Sprinter und Olympiasieger
- Jacobs, David (* 1947), südafrikanischer Botschafter
- Jacobs, David L. (* 1933), kanadischer Skiläufer und Unternehmer
- Jacobs, Debbie (* 1955), US-amerikanische Disco-Sängerin
- Jacobs, Devery (* 1993), kanadische Schauspielerin und Synchronsprecherin
- Jacobs, Dietmar (* 1967), deutscher Comedyautor
- Jacobs, Dirk (* 1970), deutscher Fernsehjournalist und FernsehmoderatorDirk Jacobs (* 1970)

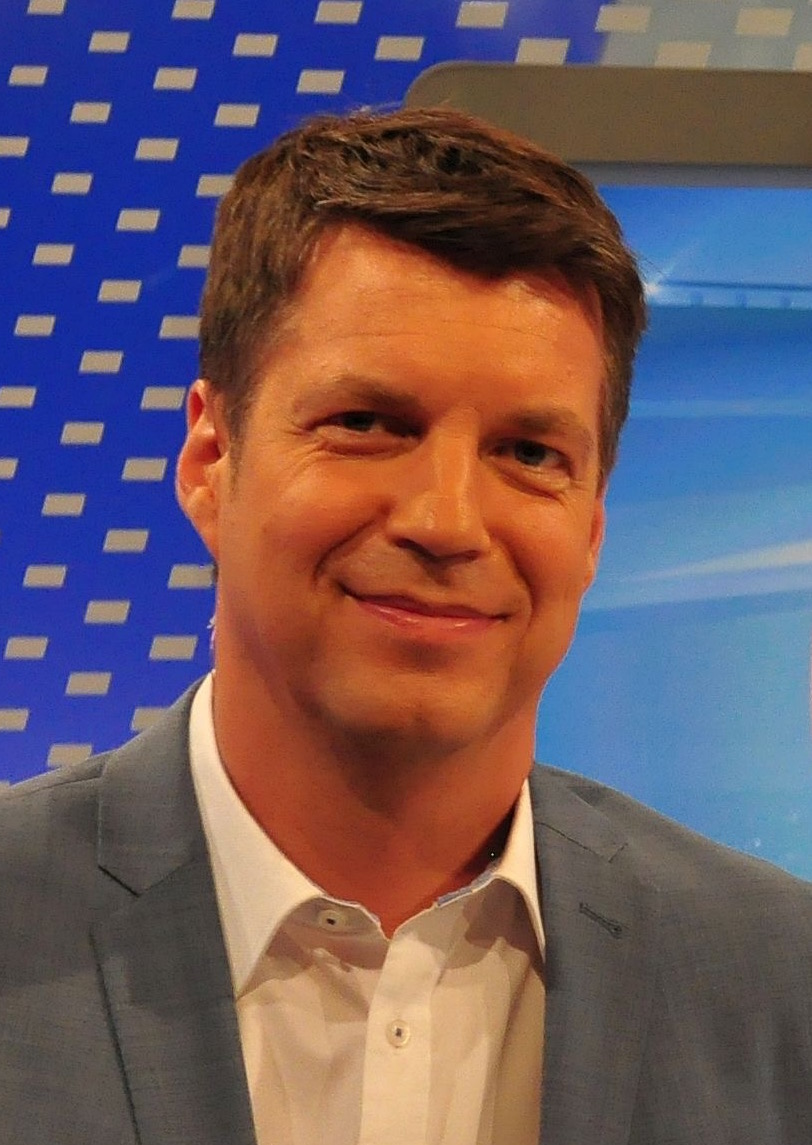
Dirk Jacobs (* 1970)

- Jacobs, Dore (1894–1979), deutsche Pädagogin
- Jacobs, Dylan (* 2000), US-amerikanischer Leichtathlet
- Jacobs, E. P. (1904–1987), belgischer Comiczeichner
- Jacobs, Edmond (1928–2012), luxemburgischer Radsportler
- Jacobs, Édouard (1851–1925), belgischer Cellist und Musikpädagoge
- Jacobs, Eduard (1833–1919), deutscher Archivar und Historiker
- Jacobs, Elsa (1885–1960), deutsche Politikerin (SPD), MdHB
- Jacobs, Elsy (1933–1998), luxemburgische Radrennfahrerin
- Jacobs, Emil (1868–1940), deutscher Bibliothekar und Klassischer Philologe
- Jacobs, Ernst Paul (1918–2006), Duisburger Politiker (CDU)
- Jacobs, Eugeen (1919–1998), belgischer Radrennfahrer
- Jacobs, Eugen (* 1887), deutscher Politiker, MdL
- Jacobs, Fabian (* 1977), deutscher Ethnologe
- Jacobs, Ferris junior (1836–1886), US-amerikanischer Jurist, Offizier und Politiker
- Jacobs, Flora (1923–2013), niederländische Musikerin und Holocaustüberlebende
- Jacobs, Francis (* 2005), US-amerikanisch-englischer Fußballspieler
- Jacobs, Francis Geoffrey (* 1939), britischer Jurist
- Jacobs, Franklin (* 1957), US-amerikanischer Hochspringer
- Jacobs, Friedrich (1764–1847), deutscher Klassischer Philologe und Bibliothekar
- Jacobs, Friedrich (1889–1964), deutsch-russischer Gynäkologe
- Jacobs, Friedrich (1910–2004), deutscher Jurist und Politiker (FDP)
- Jacobs, Friedrich Wilhelm Josias (1793–1833), deutscher Arzt und Schriftsteller
- Jacobs, Fritz (1876–1955), deutscher Schriftsteller
- Jacobs, Georg (* 1962), deutscher Maschinenbauingenieur
- Jacobs, Gerhard (1938–2024), deutscher Politiker (CDU), MdL
- Jacobs, Gillian (* 1982), US-amerikanische Schauspielerin und RegisseurinGillian Jacobs (* 1982)

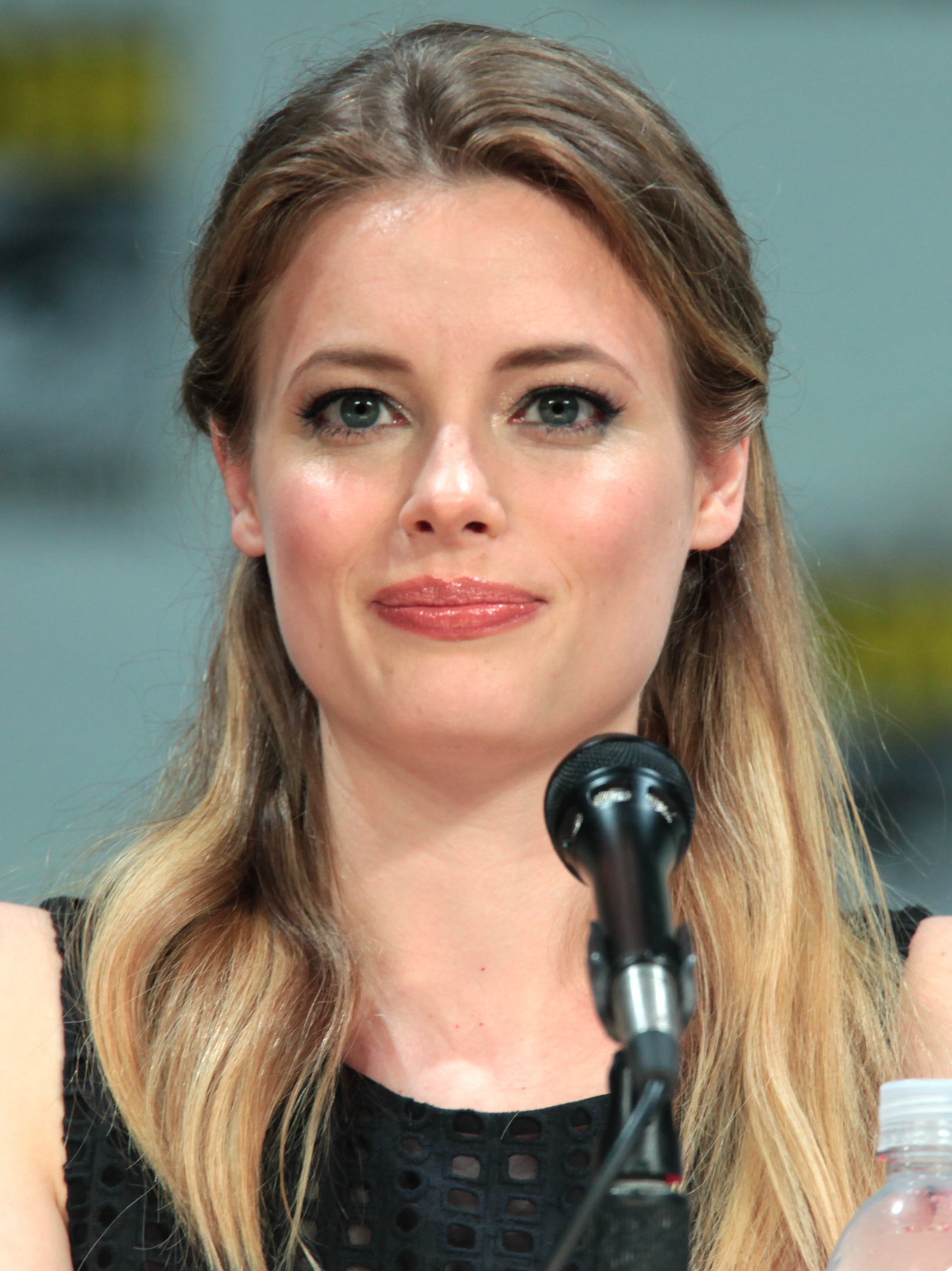
Gillian Jacobs (* 1982)

- Jacobs, Gina (* 1998), deutsche Shorttrackerin
- Jacobs, Greg (* 1954), US-amerikanischer Country- und Folkmusiker
- Jacobs, Hans (1907–1994), deutscher Segelflugzeugkonstrukteur und Luftfahrtpionier
- Jacobs, Hans von (1868–1915), deutscher Jurist im konsularischen Dienst
- Jacobs, Hans-Jürgen (1936–2019), deutscher Fertigungstechniker
- Jacobs, Harriet (1813–1897), afroamerikanische Autorin
- Jacobs, Harry, US-amerikanischer Tauzieher
- Jacobs, Helen (1908–1997), US-amerikanische Tennisspielerin
- Jacobs, Helene (1906–1993), deutsche Widerstandskämpferin gegen den Nationalsozialismus
- Jacobs, Hella (1905–1974), deutsche Malerin der Neuen Sachlichkeit
- Jacobs, Helmut (* 1946), deutscher Politiker (SPD), MdL
- Jacobs, Helmut C. (* 1957), deutscher Romanist
- Jacobs, Henry (1924–2015), US-amerikanischer Filmschaffender
- Jacobs, Hermann (1929–2024), deutscher Sachbuchautor
- Jacobs, Ingeborg (* 1957), deutsche Autorin und Filmemacherin
- Jacobs, Irwin (* 1933), US-amerikanischer Elektroingenieur und Unternehmer
- Jacobs, Israel (1726–1796), US-amerikanischer Politiker
- Jacobs, Jakob Albert (1812–1879), belgischer Landschaftsmaler
- Jacobs, Jan (1575–1650), flämischer Goldschmied
- Jacobs, Jan (1818–1886), deutscher Moorkolonist und Politiker
- Jacobs, Jane (1916–2006), US-amerikanische Sachbuch-Autorin, Stadt- und ArchitekturkritikerinJane Jacobs (1916–2006)

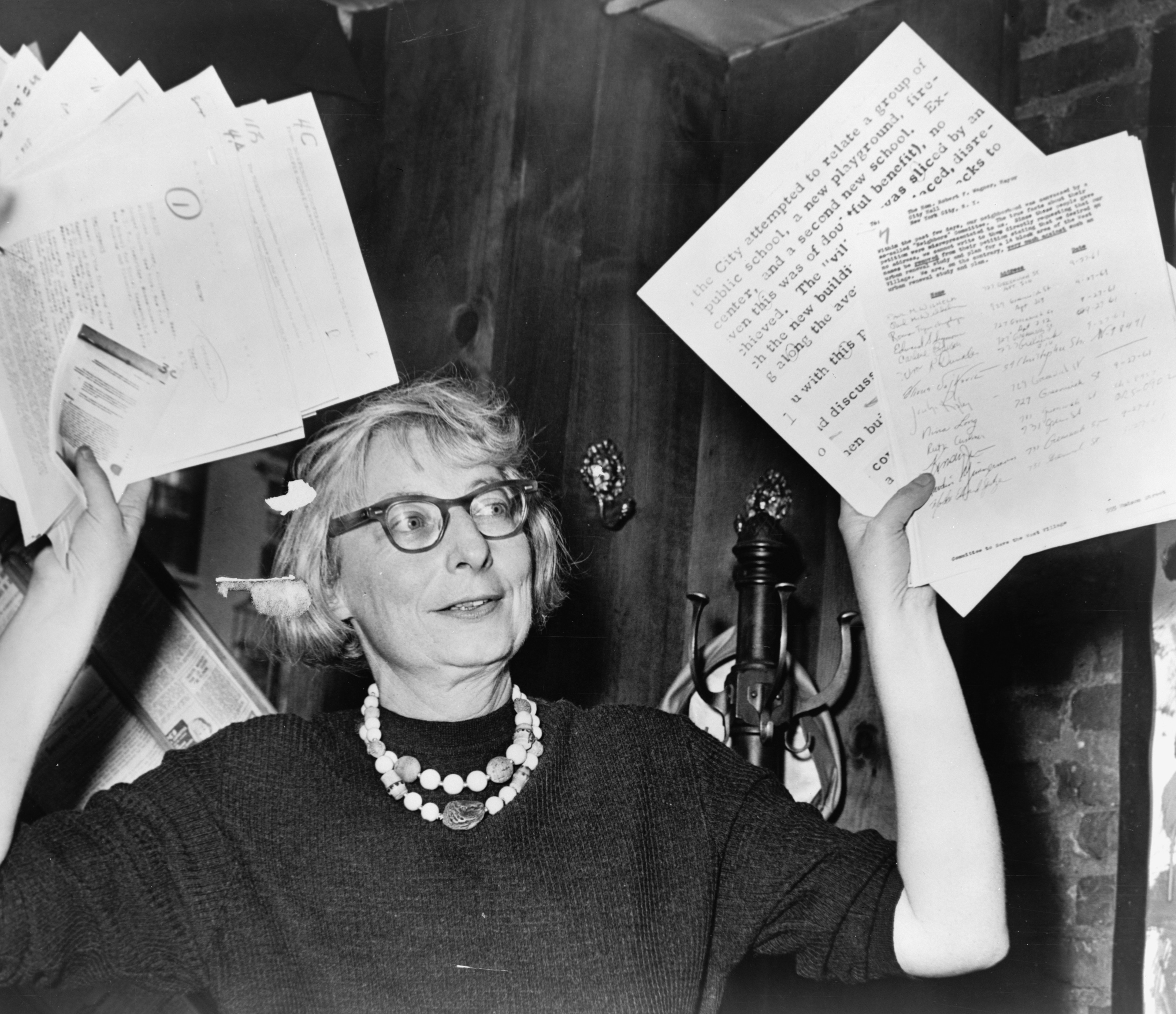
Jane Jacobs (1916–2006)

- Jacobs, Jeff (1969–2011), US-amerikanischer Musiker (Trompete, Flügelhorn, electronics) im Bereich des Progressive Rock
- Jacobs, Jeff (* 1995), belgischer Snookerspieler
- Jacobs, Jessica (* 1976), US-amerikanische Triathletin
- Jacobs, Jessie Marie (1890–1954), US-amerikanische Mathematikerin
- Jacobs, Jim (* 1942), US-amerikanischer Schauspieler, Autor und Komponist
- Jacobs, Jimmy (* 1984), US-amerikanischer Wrestler
- Jacobs, Joachim (* 1948), deutscher Sprachwissenschaftler
- Jacobs, Johan (* 1965), deutscher Maler und Grafiker
- Jacobs, Johan (* 1997), Schweizer Radrennfahrer
- Jacobs, Johann (1721–1800), deutscher Jesuit und Hochschullehrer
- Jacobs, Johann (1869–1958), deutscher Unternehmer und der Gründer des Unternehmens Jacobs
- Jacobs, Johann (1903–1988), deutscher Politiker (SPD), MdL
- Jacobs, Johann August (1788–1829), deutscher Philologe und Pädagoge
- Jacobs, John S. († 1873), afroamerikanischer Autor
- Jacobs, Jolene (* 1992), namibische Sprinterin
- Jacobs, Jos (* 1953), belgischer Radrennfahrer
- Jacobs, Josef (1894–1978), deutscher Jagdflieger im Ersten Weltkrieg
- Jacobs, Joseph (1854–1916), australischer Historiker, Volkskundler und Rassentheoretiker
- Jacobs, Josh (* 1998), US-amerikanischer American-Football-Spieler
- Jacobs, Judith (* 1978), deutsche Schauspielerin
- Jacobs, Jürgen (1936–2011), deutscher Germanist
- Jacobs, Jutta, deutsche Handballspielerin
- Jacobs, Karl (1864–1951), deutscher Maler und Kunstschriftsteller
- Jacobs, Karl (1906–1997), deutscher Schriftsteller
- Jacobs, Kay (* 1961), deutscher Rechtsanwalt und Schriftsteller
- Jacobs, Keaghan (* 1989), südafrikanischer Fußballspieler
- Jacobs, Ken (* 1933), US-amerikanischer Filmkünstler
- Jacobs, Kenneth, amerikanischer Manager, Vorstandsvorsitzender der Investmentbank Lazard
- Jacobs, Klaus J. (1936–2008), deutsch-schweizerischer UnternehmerKlaus J. Jacobs (1936–2008)

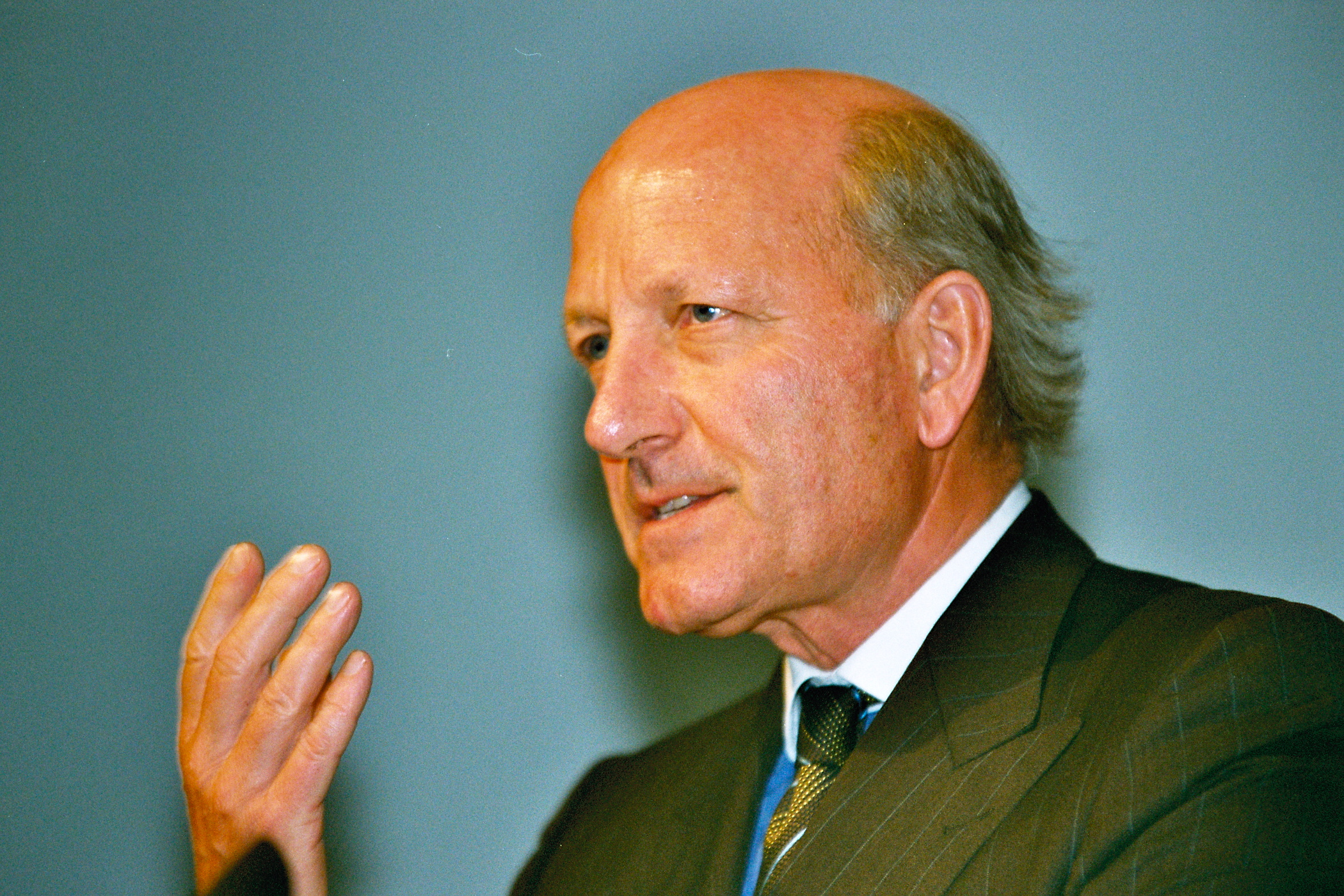
Klaus J. Jacobs (1936–2008)

- Jacobs, Konrad (1928–2015), deutscher Mathematiker
- Jacobs, Lauren (* 1985), US-amerikanische Skilangläuferin und Biathletin
- Jacobs, Lesedi (* 1997), namibische Tennisspielerin
- Jacobs, Lou (1903–1992), deutsch-US-amerikanischer Clown und Entertainer
- Jacobs, Louis (1920–2006), britischer Theologe, Rabbiner und Autor
- Jacobs, Louisa Matilda († 1917), afroamerikanische Lehrerin und Bürgerrechtlerin
- Jacobs, Louise (* 1982), Schweizer Autorin, Nachkomme der Kaffeedynastie Jacobs
- Jacobs, Manfred (1928–1994), deutscher evangelischer Kirchenhistoriker
- Jacobs, Marc (* 1963), US-amerikanischer ModedesignerMarc Jacobs (* 1963)

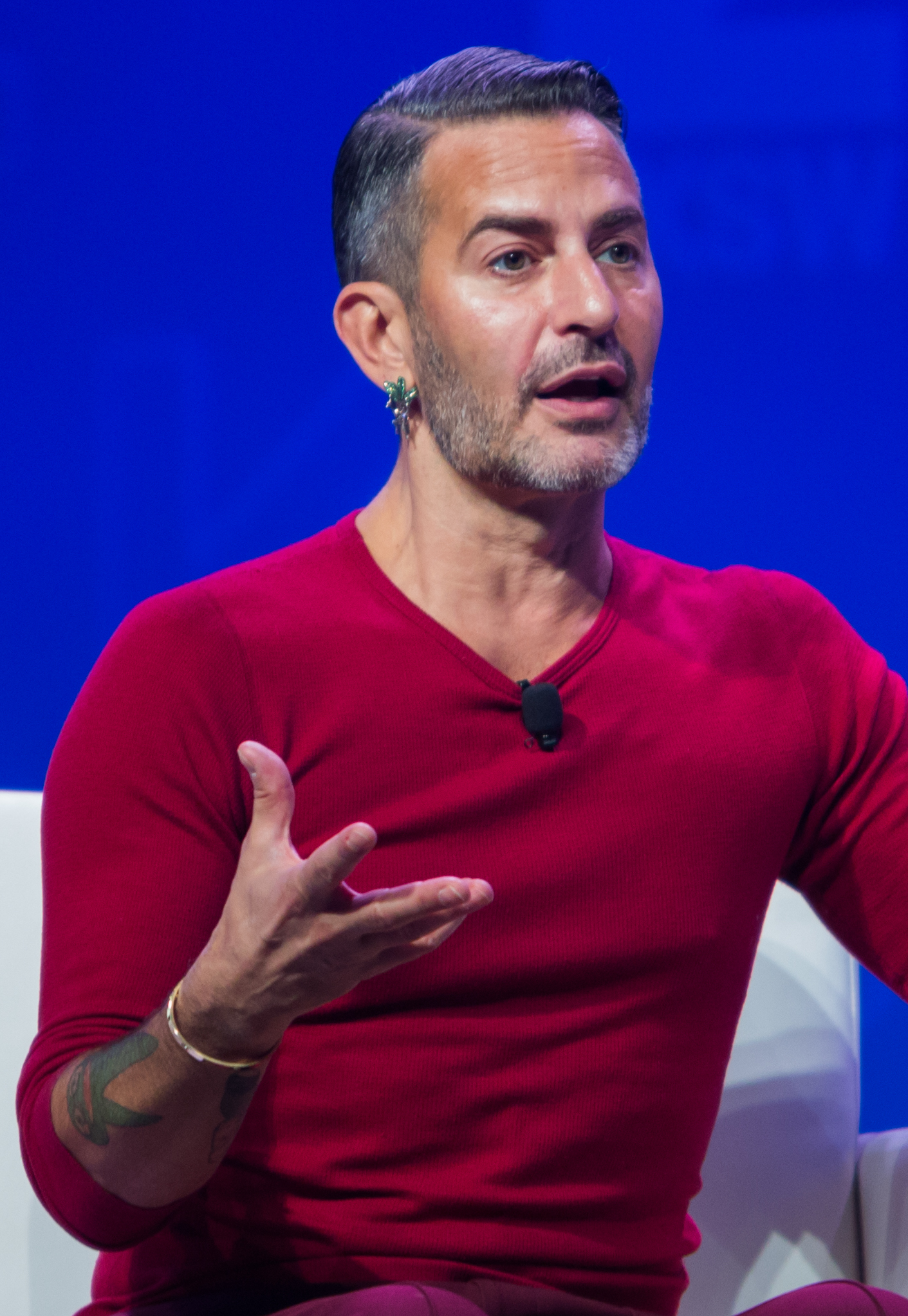
Marc Jacobs (* 1963)

- Jacobs, Marcell (* 1994), italienischer Leichtathlet
- Jacobs, Marie-Josée (* 1950), luxemburgische Politikerin, Mitglied der Chambre
- Jacobs, Matthias (* 1965), deutscher Rechtswissenschaftler
- Jacobs, Maxwell Ralph (1905–1979), australischer Botaniker
- Jacobs, Michael (1952–2014), britischer Reiseschriftsteller und Kunsthistoriker
- Jacobs, Michael (* 1955), US-amerikanischer Drehbuchautor und Filmproduzent
- Jacobs, Michael (* 1991), englischer Fußballspieler
- Jacobs, Monty (1875–1945), deutscher Schriftsteller und Journalist englischer Herkunft
- Jacobs, Mozes (1905–1943), niederländischer Turner
- Jacobs, Nicolaas (* 1981), namibischer Ringer
- Jacobs, Norbert (* 1955), deutscher Jurist, Politikwissenschaftler und Steuerberater
- Jacobs, Olaf (* 1972), deutscher Fernsehregisseur und -produzent
- Jacobs, Orange (1827–1914), US-amerikanischer Politiker
- Jacobs, Otto H. (* 1939), deutscher Steuerrechtler, Professor für Steuerlehre
- Jacobs, Patricia A. (* 1934), britische Genetikerin
- Jacobs, Paul (1894–1973), kanadischer Eishockeyspieler
- Jacobs, Paul (1908–1968), deutscher reformierter Pastor und Hochschullehrer
- Jacobs, Paul (* 1948), deutscher Politiker (SPD), MdVK
- Jacobs, Paul Emil (1802–1866), deutscher Maler
- Jacobs, Pete (* 1981), australischer Triathlet
- Jacobs, Peter (1906–1967), deutscher Journalist und Politiker (SPD), MdL, MdB
- Jacobs, Phoebe (1918–2012), US-amerikanische Publizistin
- Jacobs, Pieter (* 1986), belgischer Radrennfahrer
- Jacobs, Pim (1934–1996), niederländischer Jazz-Pianist
- Jacobs, Quinton (* 1979), namibischer Fußballspieler
- Jacobs, Rayda (1947–2024), südafrikanische Schriftstellerin, Schauspielerin und Filmemacherin
- Jacobs, Raymond (* 1931), luxemburgischer Radsportler
- Jacobs, Regina (* 1963), US-amerikanische Mittel- und Langstreckenläuferin
- Jacobs, René (* 1946), belgischer Dirigent und Sänger (Countertenor)
- Jacobs, Robert (1832–1897), preußischer Verwaltungsbeamter
- Jacobs, Robert Nelson (* 1954), US-amerikanischer Drehbuchautor
- Jacobs, Roger (1923–1997), luxemburgischer Radsportler, nationaler Meister im Radsport
- Jacobs, Rudolf (1879–1946), deutscher Architekt
- Jacobs, Rudolf (1914–1944), deutscher Seemann, Bauingenieur und Partisan in Italien
- Jacobs, Ruud (1938–2019), niederländischer Jazzmusiker und Produzent
- Jacobs, Sam (* 1938), US-amerikanischer Priester, emeritierter Bischof von Houma-Thibodaux
- Jacobs, Sara (* 1989), amerikanische Politikerin der demokratischen Partei
- Jacobs, Silveria (* 1968), Politikerin aus dem karibischen Sint Maarten
- Jacobs, Simmone (* 1966), britische Sprinterin
- Jacobs, Stefanie (* 1981), deutsche literarische Übersetzerin
- Jacobs, Steffen (* 1968), deutscher Schriftsteller, Kritiker und Übersetzer
- Jacobs, Stephanie (* 1963), deutsche Buchwissenschaftlerin und Museumsleiterin
- Jacobs, Theodor (1824–1893), deutscher Admiralitätsrat und Politiker (NLP), MdR
- Jacobs, Theresa (* 1980), deutsche Kulturwissenschaftlerin
- Jacobs, Timo (* 1974), deutscher Schauspieler
- Jacobs, Torben (* 1992), deutscher Voltigierer
- Jacobs, Tukhula (* 1994), namibischer Tennisspieler
- Jacobs, Victor (1838–1891), belgischer Staatsmann
- Jacobs, Volker (* 1940), deutscher Journalist
- Jacobs, Walter Abraham (1883–1967), amerikanischer Chemiker
- Jacobs, Walther J. (1907–1998), deutscher Unternehmer (Jacobs-Kaffee)
- Jacobs, Werner (1909–1999), deutscher Filmregisseur und Filmeditor
- Jacobs, Werner (1913–2007), deutscher Theologe, römisch-katholischer Priester, Hochschullehrer
- Jacobs, Wilfred E. (1919–1995), antiguanischer Politiker, Generalgouverneur von Antigua und Barbuda
- Jacobs, Wilfried (* 1944), deutscher Fußballfunktionär, Vorsitzender des Vorstandes der AOK Rheinland/Hamburg (1996–2012)
- Jacobs, Wilhelm (1883–1966), deutscher Politiker (SPD)
- Jacobs, Wilhelm G. (* 1935), deutscher Philosoph
- Jacobs, William (1887–1953), US-amerikanischer Drehbuchautor und Filmproduzent
- Jacobs, William Wymark (1863–1943), englischer Autor von Kurzgeschichten und Romanen
- Jacobs, Woody, namibischer Fußballtrainer
- Jacobs-Jenkins, Branden (* 1984), amerikanischer Dramatiker
- Jacobs-Wagner, Christine (* 1968), belgisch-amerikanische Biologin

##### Jacobse
- Jacobsen, Adolf (* 1852), deutscher Lederfabrikant und Politiker (FVp), MdR
- Jacobsen, Alf (1885–1948), norwegischer Segler
- Jacobsen, Allan (* 1955), dänischer Radrennfahrer
- Jacobsen, Anders (* 1985), norwegischer Skispringer
- Jacobsen, Anna Müller (* 1977), färöische Fußballspielerin
- Jacobsen, Anne Marit (* 1946), norwegische Schauspielerin und Synchronsprecherin
- Jacobsen, Arne (1902–1971), dänischer Designer und ArchitektArne Jacobsen (1902–1971)

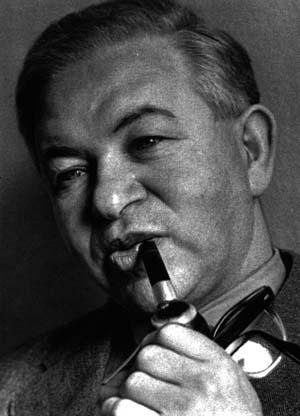
Arne Jacobsen (1902–1971)

- Jacobsen, Arne (* 1942), dänischer Bogenschütze
- Jacobsen, Astrid Uhrenholdt (* 1987), norwegische Skilangläuferin
- Jacobsen, Axel (* 1984), dänischer Volleyballspieler
- Jacobsen, Balzer, Løgmaður der Färöer
- Jacobsen, Bent, dänischer Musiker und LGBT-Aktivist
- Jacobsen, Bernhard M. (1862–1936), US-amerikanischer Politiker
- Jacobsen, Bjarke (* 1993), dänischer Fußballspieler
- Jacobsen, Carl (1842–1914), dänischer Brauereiunternehmer, Kunstsammler und StifterCarl Jacobsen (1842–1914)

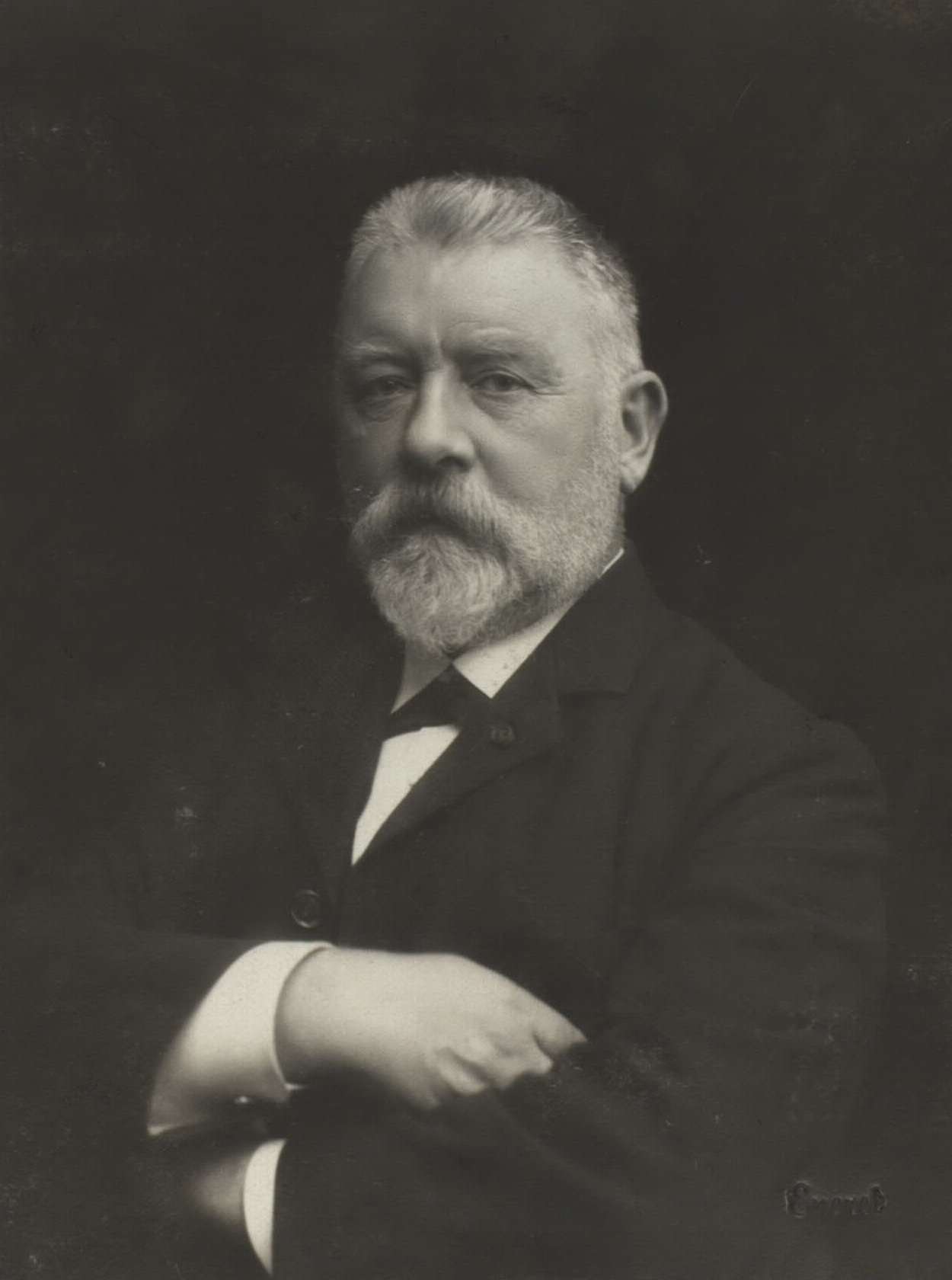
Carl Jacobsen (1842–1914)

- Jacobsen, Carl (1910–1985), deutscher Jurist und Beamter
- Jacobsen, Carlo (1884–1960), dänischer Kunstmaler und Filmarchitekt
- Jacobsen, Casey (* 1981), US-amerikanischer Basketballspieler
- Jacobsen, Christian Høgni (* 1980), färöischer Fußballspieler
- Jacobsen, Colin (* 1978), US-amerikanischer Geiger
- Jacobsen, Cort (1911–1967), dänischer Maler
- Jacobsen, Dennis (* 1976), deutscher Filmregisseur
- Jacobsen, Egill (1910–1998), expressionistischer dänischer Maler und Professor. Er war Mitglied der Künstlervereinigung CoBrA
- Jacobsen, Else (1911–1965), dänische Schwimmerin
- Jacobsen, Emil (1836–1911), deutscher Chemiker und Schriftsteller
- Jacobsen, Eric (* 1960), US-amerikanischer Chemiker
- Jacobsen, Eric (* 1982), US-amerikanischer Cellist und Dirigent
- Jacobsen, Frank (1964–2014), deutscher Schauspieler
- Jacobsen, Frederik (1876–1922), dänischer Theater- und Stummfilmschauspieler sowie Drehbuchautor
- Jacobsen, Friedrich (1853–1919), deutscher Schriftsteller und Jurist
- Jacobsen, Friedrich Johann (1774–1822), deutscher Jurist und Autor
- Jacobsen, Frode (* 1968), norwegischer Politiker
- Jacobsen, Gert Bo (* 1961), dänischer Boxer
- Jacobsen, Guðrun Sólja (* 1982), färöische Sängerin
- Jacobsen, Hanns (1905–1985), deutscher Rechtsanwalt und Wirtschaftsjurist
- Jacobsen, Hanns-Dieter (* 1944), deutscher Wirtschaftswissenschaftler und Politologe
- Jacobsen, Hans (1938–2011), färöischer Unternehmer
- Jacobsen, Hans-Adolf (1925–2016), deutscher Politikwissenschaftler und Historiker
- Jacobsen, Hans-Arno (* 1969), deutscher Informatiker
- Jacobsen, Hans-Jörg (* 1949), deutscher Biologe
- Jacobsen, Harald (* 1960), deutscher Autor
- Jacobsen, Heike, deutsche Soziologin
- Jacobsen, Heinz (* 1940), deutscher Handballfunktionär
- Jacobsen, Helene (1888–1927), dänische Lithografin und Malerin
- Jacobsen, Helge (1915–1974), dänischer Radrennfahrer
- Jacobsen, Hermann (1859–1943), deutscher Admiral
- Jacobsen, Hermann (1898–1978), deutscher Gärtner
- Jacobsen, Holger (1650–1701), dänischer Mediziner, katalogisierte die königliche Sammlung
- Jacobsen, Ida (* 1995), dänische Ruderin
- Jacobsen, Inger (1923–1996), norwegische Sängerin und Schauspielerin
- Jacobsen, Jac (1901–1996), norwegischer Designer
- Jacobsen, Jacob Christian (1811–1887), dänischer Industrieller, Brauereigründer, Philanthrop und Kunstmäzen
- Jacobsen, Jan (* 1963), dänischer Bogenschütze
- Jacobsen, Jannicke Systad (* 1975), norwegische Regisseurin und Drehbuchautorin
- Jacobsen, Jens Peter (1847–1885), dänischer SchriftstellerJens Peter Jacobsen (1847–1885)

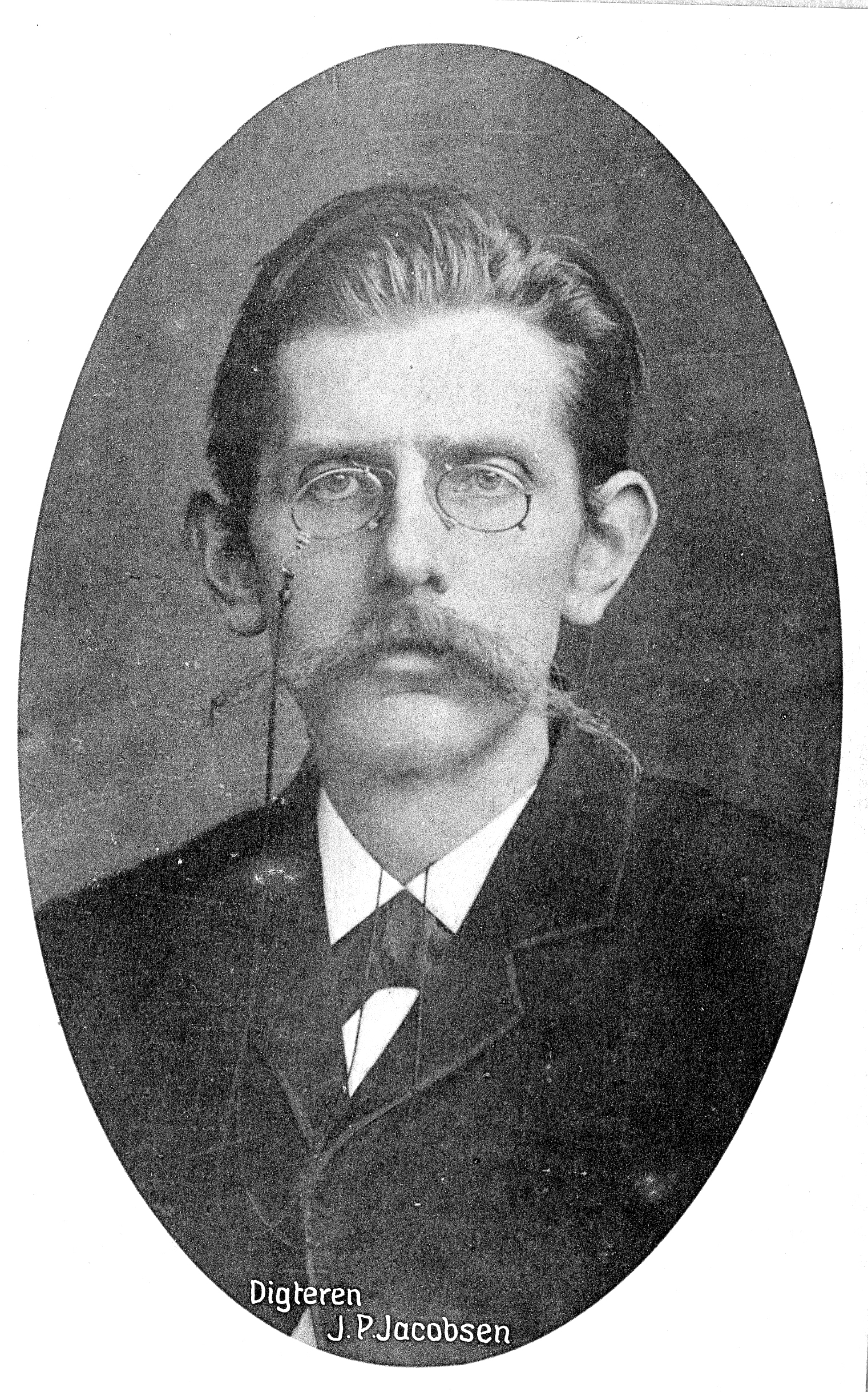
Jens Peter Jacobsen (1847–1885)

- Jacobsen, Johan Adrian (1853–1947), norwegischer Ethnologe
- Jacobsen, Johannes (1854–1919), deutscher evangelischer Pastor und Grenzlandaktivist
- Jacobsen, John (* 1964), dänischer Handballspieler
- Jacobsen, Jón Rói (* 1983), färöischer Fußballspieler
- Jacobsen, Jørgen-Frantz (1900–1938), färöischer Schriftsteller
- Jacobsen, Joseph (1897–1943), deutscher jüdischer Musikpädagoge und Komponist
- Jacobsen, Josephine (1908–2003), US-amerikanische Schriftstellerin und Literaturkritikerin
- Jacobsen, Karin (1924–1989), deutsche Schauspielerin, Regisseurin und Autorin
- Jacobsen, Kevin, US-amerikanischer Biathlet
- Jacobsen, Kjeld (1915–1970), dänischer Schauspieler
- Jacobsen, Knud (1928–2019), dänisch-schweizerischer Maler, Grafiker, Zeichner, Holzschneider und Plastiker
- Jacobsen, Knud Aage (1914–1987), dänischer Radrennfahrer
- Jacobsen, Lars (* 1979), dänischer Fußballspieler
- Jacobsen, Lis (1882–1961), dänische Philologin, Archäologin und Autorin
- Jacobsen, Marit Røsberg (* 1994), norwegische Handballspielerin
- Jacobsen, Maxim (1887–1973), lettischer Violinist und Violinlehrer
- Jacobsen, Mette (* 1973), dänische Schwimmerin
- Jacobsen, Miki (* 1965), grönländischer Künstler
- Jacobsen, Nikolaj Bredahl (* 1971), dänischer Handballspieler und -trainerNikolaj Bredahl Jacobsen (* 1971)

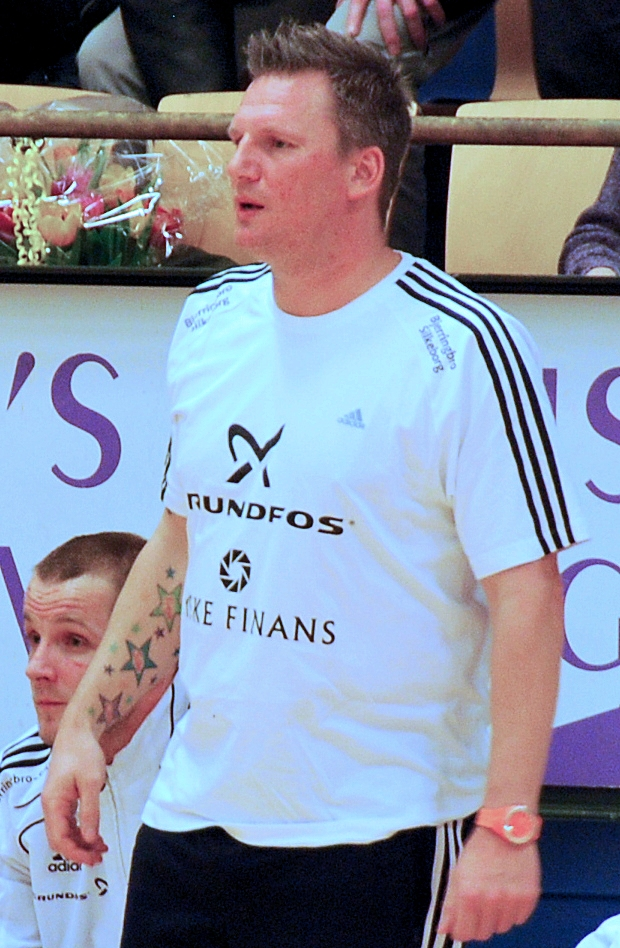
Nikolaj Bredahl Jacobsen (* 1971)

- Jacobsen, Olaf (1888–1969), norwegischer Turner
- Jacobsen, Olaf (* 1967), deutscher Autor und Musiker
- Jacobsen, O’Love, niueische Politikerin und Diplomatin
- Jacobsen, Oscar (1840–1889), deutscher Chemiker
- Jacobsen, Otto (* 1882), deutscher Architekt
- Jacobsen, Pauli (* 2002), färöischer Handballspieler
- Jacobsen, Pete (1950–2002), britischer Jazzpianist
- Jacobsen, Peter (* 1954), US-amerikanischer Golfsportler
- Jacobsen, Peter Christian (* 1936), deutscher Mittellateiner
- Jacobsen, Robert (1912–1993), dänischer Bildhauer, Maler und Grafiker
- Jacobsen, Rógvi (* 1979), färöischer Fußballspieler
- Jacobsen, Rolf (1899–1960), norwegischer Boxer
- Jacobsen, Rolf (1907–1994), norwegischer Lyriker und Journalist
- Jacobsen, Roy (* 1954), norwegischer Schriftsteller
- Jacobsen, Ruth (1932–2019), US-amerikanische Künstlerin und Autorin
- Jacobsen, Sabina (* 1989), schwedische Handballspielerin
- Jacobsen, Sascha (1895–1972), US-amerikanischer Geiger und Musikpädagoge
- Jacobsen, Solveig Gunbjørg (1913–1996), erste Person, die südlich der Antarktischen Konvergenz geboren wurde
- Jacobsen, Sonja (* 1972), deutsche Politikerin (FDP) und Journalistin
- Jacobsen, Sophus (1833–1912), norwegischer Maler
- Jacobsen, Stephanie (* 1980), australische Schauspielerin
- Jacobsen, Steven Plucnar (* 2000), dänischer HandballspielerSteven Plucnar Jacobsen (* 2000)

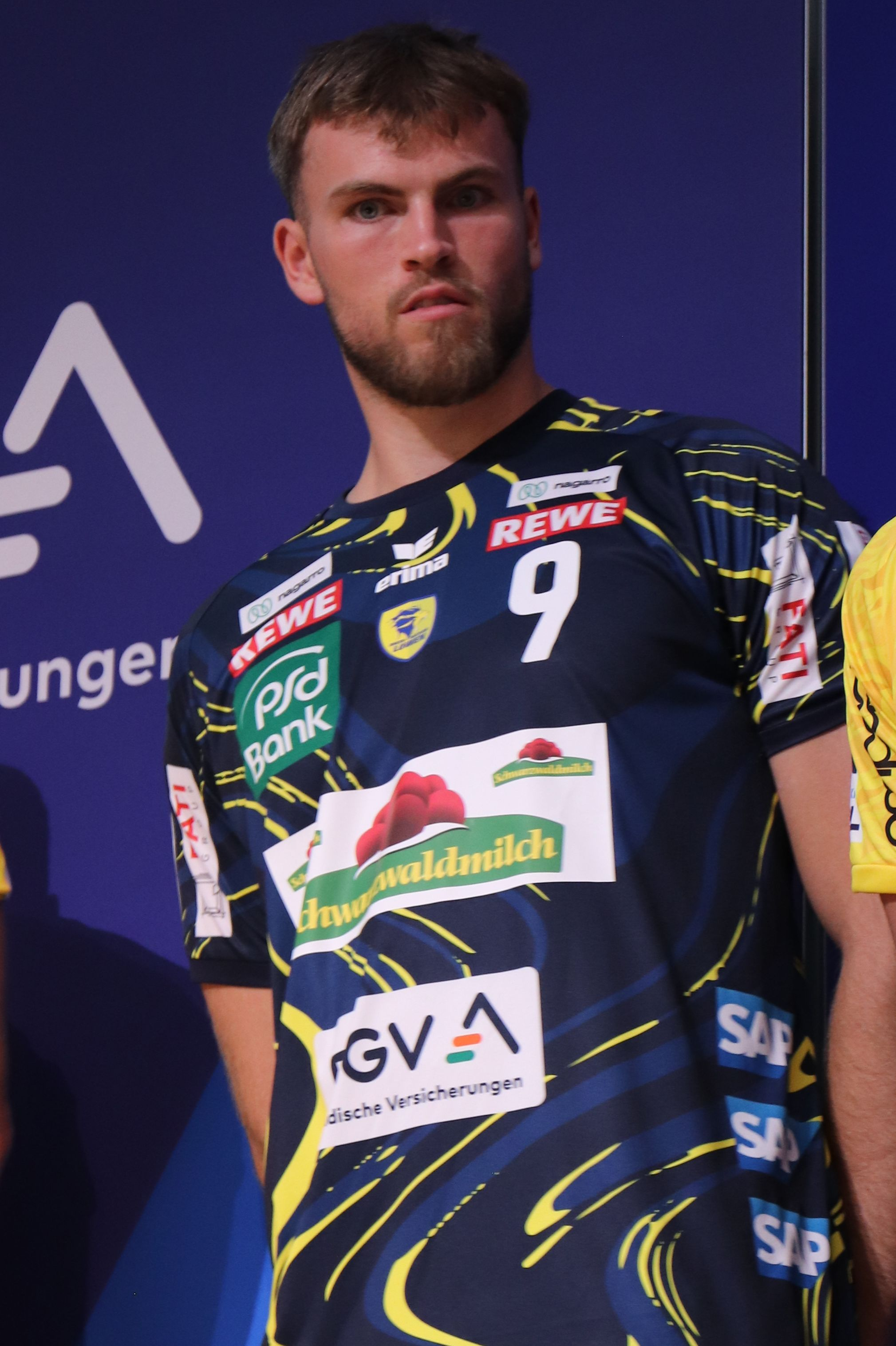
Steven Plucnar Jacobsen (* 2000)

- Jacobsen, Theodore († 1772), Architekt
- Jacobsen, Thomas (* 1972), dänischer Segler
- Jacobsen, Thore (* 1997), deutscher Fußballspieler
- Jacobsen, Thorkild (1904–1993), dänischer Vorderasiatischer Archäologe und Sumerologe
- Jacobsen, Tórbjørn (* 1955), färöischer Politiker
- Jacobsen, Uwe (* 1940), deutscher Schwimmer
- Jacobsen, Walter (1895–1986), deutscher Psychologe und Gründungsmitglied des BDP
- Jacobsen, William S. (1887–1955), US-amerikanischer Politiker
- Jacobsen, Wolfgang (* 1953), deutscher Filmhistoriker, Autor und Herausgeber
- Jacobsen-Derstine, Colombe (* 1979), US-amerikanische Schauspielerin, Fernsehköchin, Kochlehrerin, Ernährungsberaterin, Chefköchin sowie Yoga- und Fitnesstrainerin

##### Jacobsh
- Jacobshagen, Arnold (* 1965), deutscher Musikwissenschaftler
- Jacobshagen, Caroline (* 1812), deutsches Hausmädchen und Autorin
- Jacobshagen, Eduard (1886–1968), deutscher Anatom
- Jacobshagen, Friedrich (* 1884), deutscher Geodät, Landwirt und Politiker (DNVP)
- Jacobshagen, Gerhard (1890–1953), deutscher Politiker (USPD, SPD, KPD), MdR
- Jacobshagen, Paul (1889–1968), deutscher evangelischer Theologe, Politiker (NSDAP), zeitweilig Mitglied der „Deutschen Christen“
- Jacobshagen, Sven Patrick (* 1967), deutscher Jurist, Filmproduzent und Autor
- Jacobshagen, Volker (1931–2014), deutscher Geologe

##### Jacobsk
- Jacobskötter, Johannes (1839–1911), deutscher Schneidermeister und Politiker, MdR

##### Jacobso
- Jacobsohn, Alfred (* 1890), jüdischer Jurist, Oberlandesgerichtsrat in Hamm und Opfer des Holocaust
- Jacobsohn, Edith (1891–1935), deutsche Übersetzerin und Verlegerin
- Jacobsohn, Gabriel (1923–1948), israelischer Komponist
- Jacobsohn, Helmuth (1906–1994), deutscher Ägyptologe
- Jacobsohn, Hermann (1879–1933), deutscher Altphilologe
- Jacobsohn, Johannes (1890–1942), deutscher Chasan (Kantor) in Berlin
- Jacobsohn, Kurt Paul (1904–1991), deutsch-portugiesischer Biochemiker
- Jacobsohn, Margaret, namibische Anthropologin, Ethnologin und Naturschützerin
- Jacobsohn, Paul (1868–1931), deutscher Mediziner
- Jacobsohn, Sally (1876–1942), deutscher Jurist
- Jacobsohn, Siegfried (1881–1926), deutscher Journalist und TheaterkritikerSiegfried Jacobsohn (1881–1926)

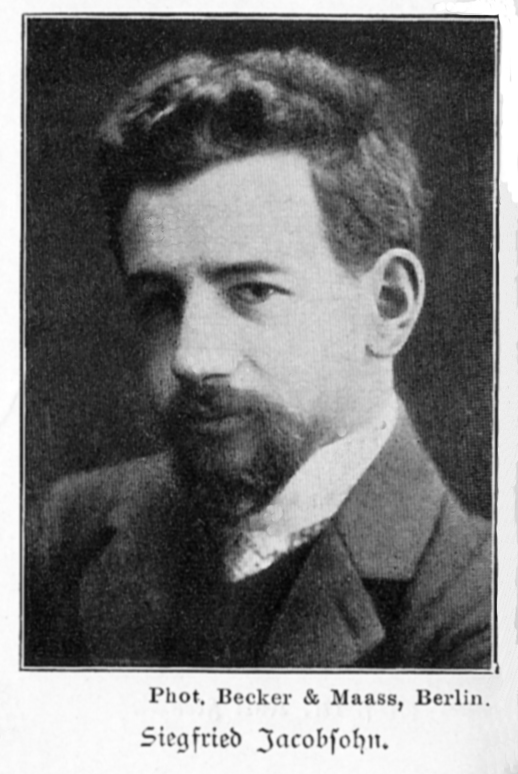
Siegfried Jacobsohn (1881–1926)

- Jacobsohn, Willy (1884–1963), deutscher Chemiker und Manager
- Jacobsohn-Lask, Louis (1863–1940), deutscher Neurologe und Psychiater
- Jacobson Kaufman, Joyce (1929–2016), US-amerikanische theoretische Chemikerin und Physikerin
- Jacobson, Abbi (* 1984), US-amerikanische SchauspielerinAbbi Jacobson (* 1984)
- Jacobson, Allan (* 1945), Molekularbiologe

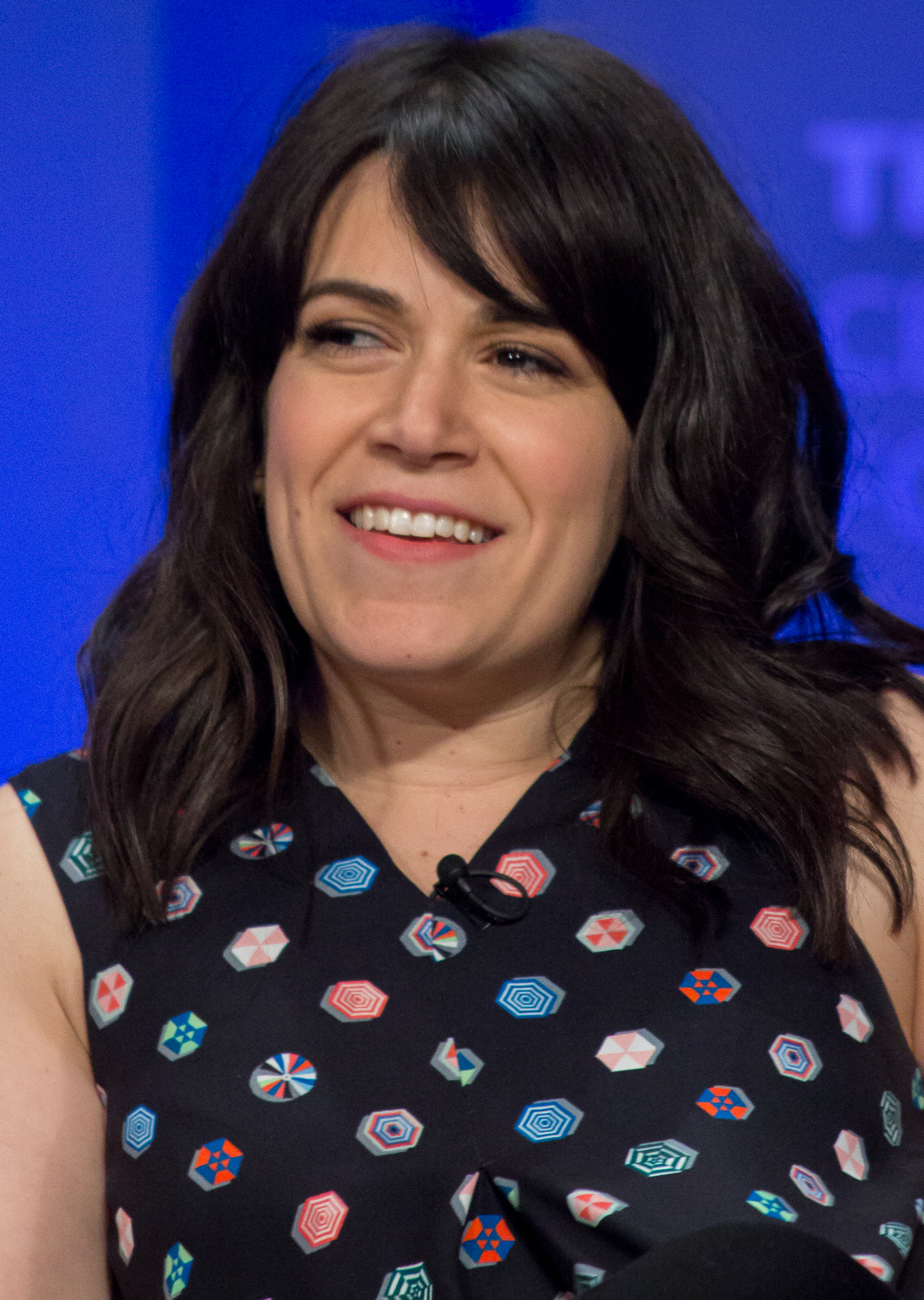
Abbi Jacobson (* 1984)

- Jacobson, Allan S. (1932–1997), US-amerikanischer Astrophysiker
- Jacobson, Anders (* 1984), schwedischer Handballspieler und -trainer
- Jacobson, Anna (1888–1972), US-amerikanische Germanistin deutscher Herkunft
- Jacobson, Arthur (1901–1993), US-amerikanischer Regieassistent und Filmregisseur
- Jacobson, Ben (* 1983), US-amerikanischer Basketballspieler
- Jacobson, Bill (* 1955), US-amerikanischer Photograph
- Jacobson, Bud (1903–1960), US-amerikanischer Jazzmusiker
- Jacobson, Carsten (* 1955), deutscher General
- Jacobson, Daniel (1861–1939), dänischer Psychiater und Nervenarzt
- Jacobson, Edith (1897–1978), deutsche Ärztin und Psychoanalytikerin
- Jacobson, Edmund (1888–1983), US-amerikanischer Arzt
- Jacobson, Eduard (1833–1897), deutscher Dramatiker
- Jacobson, Emil (1833–1874), deutscher Verwaltungsjurist und Parlamentarier
- Jacobson, Eric, US-amerikanischer Jazz-Trompeter
- Jacobson, Ferdinand (1822–1905), deutscher Kaufmann, Bankier und Politiker, MdHB
- Jacobson, Fred (1922–2013), deutscher Maler und Grafiker
- Jacobson, Fredrik (* 1974), schwedischer Berufsgolfer
- Jacobson, Gary C. (* 1944), US-amerikanischer Politikwissenschaftler und Hochschullehrer
- Jacobson, Gun (1930–1996), schwedische Schriftstellerin
- Jacobson, Hans (1947–1984), schwedischer moderner Fünfkämpfer und Degenfechter, Olympiasieger
- Jacobson, Harold K. (1929–2001), US-amerikanischer Politikwissenschaftler und Hochschullehrer
- Jacobson, Harry (* 1912), südafrikanischer Jazzmusiker
- Jacobson, Heinrich (1826–1890), deutscher Arzt
- Jacobson, Heinrich Friedrich (1804–1868), deutscher Kirchenrechtler
- Jacobson, Homer (* 1922), US-amerikanischer Chemiker, Professor für Chemie
- Jacobson, Howard (* 1942), britischer Schriftsteller
- Jacobson, Ingeborg (1915–1942), deutsche evangelische Kauffrau, Helferin im Büro Grüber
- Jacobson, Israel (1768–1828), jüdischer ReformerIsrael Jacobson (1768–1828)

Israel Jacobson (1768–1828)

- Jacobson, Ivar (* 1939), schwedischer Informatiker
- Jacobson, Jackie R. (* 2002), amerikanische Schauspielerin
- Jacobson, Jacob (1818–1891), deutscher Porträt- und Landschaftsmaler
- Jacobson, Jacob (1888–1968), deutscher Historiker, Archivar und Holocaustüberlebender
- Jacobson, Jeffy (* 1986), deutsch-niederländischer Schauspieler und Coach
- Jacobson, Joseph M. (* 1965), amerikanischer Physiker
- Jacobson, Julius (1828–1889), deutscher Ophthalmologe und Hochschullehrer
- Jacobson, Leo (1862–1954), deutscher Marineoffizier, zuletzt Vizeadmiral im Ersten Weltkrieg
- Jacobson, Leon Orris (1911–1992), US-amerikanischer Mediziner, Biologe und Biochemiker
- Jacobson, Leopold (1873–1943), österreichisch-deutscher Librettist, Journalist, Schriftsteller, Theater-Kritiker, Drehbuchautor und ein Opfer des Holocausts
- Jacobson, Louisa (* 1991), US-amerikanische Schauspielerin und Model
- Jacobson, Ludwig Levin (1783–1843), dänischer Mediziner
- Jacobson, Mark Z. (* 1965), US-amerikanischer Bau- und Umwelt-Ingenieur
- Jacobson, Martin (* 1987), schwedischer Pokerspieler
- Jacobson, Max (1900–1979), deutsch-US-amerikanischer Arzt
- Jacobson, McKenzie (* 1995), US-amerikanische Volleyballspielerin
- Jacobson, Michael F. (* 1943), US-amerikanischer Ernährungswissenschaftler und Gesundheitsaktivist
- Jacobson, Mirjam (1887–1945), niederländische Malerin
- Jacobson, Nathan (1910–1999), US-amerikanischer Mathematiker
- Jacobson, Nick (* 1980), US-amerikanischer Basketballspieler
- Jacobson, Nina (* 1965), US-amerikanische Filmproduzentin
- Jacobson, Paul (1859–1923), deutscher Chemiker
- Jacobson, Peter (* 1965), US-amerikanischer SchauspielerPeter Jacobson (* 1965)

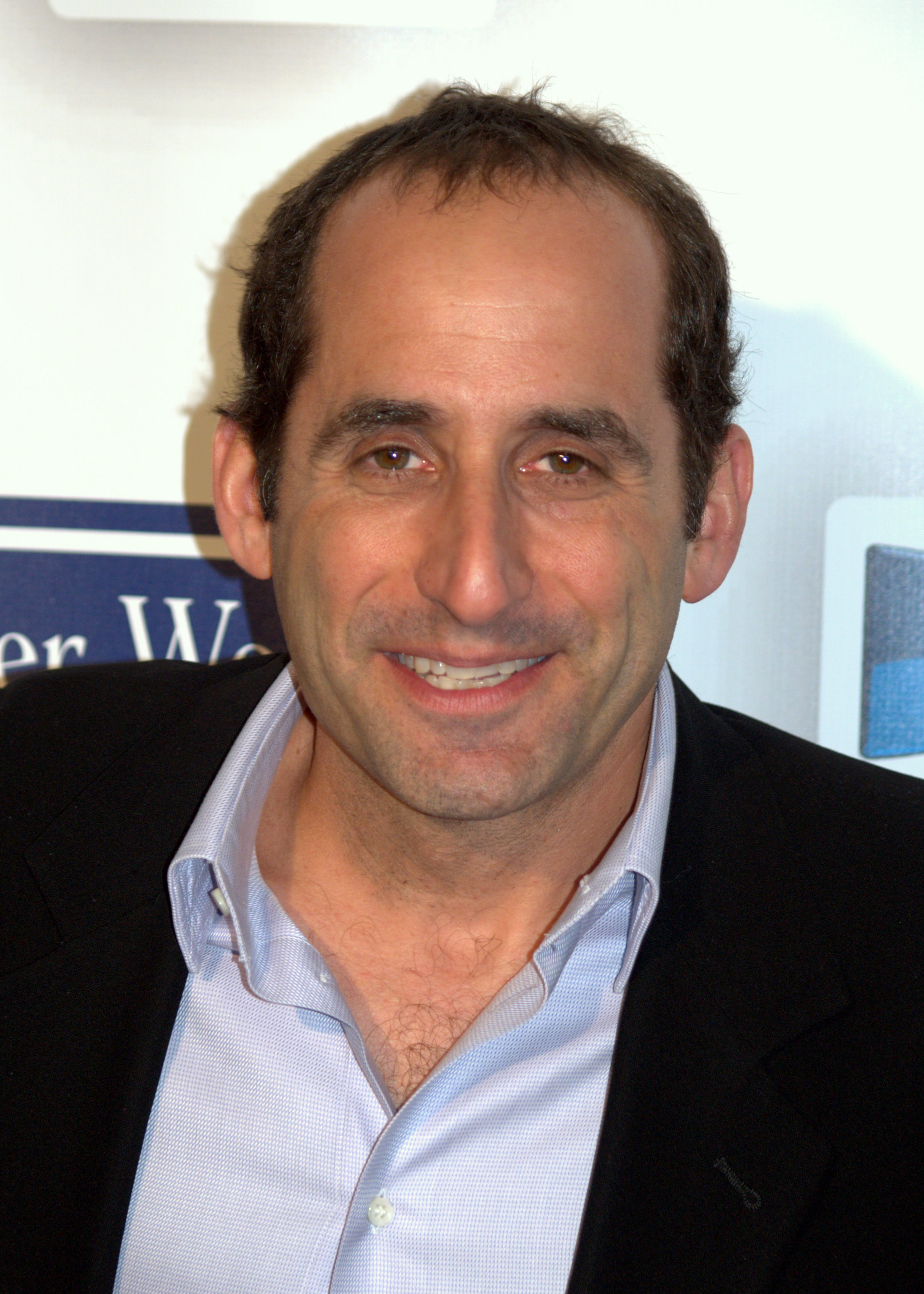
Peter Jacobson (* 1965)

- Jacobson, Sada (* 1983), US-amerikanische Fechterin
- Jacobson, Sandy (* 1966), kanadische Marathonläuferin
- Jacobson, Sid (1929–2022), US-amerikanischer Comiczeichner
- Jacobson, Sydney, Baron Jacobson (1908–1988), britischer Journalist und Zeitungsverleger
- Jacobson, Theodore (* 1954), US-amerikanischer Physiker
- Jacobson, Van (* 1950), US-amerikanischer Physiker und Internetpionier
- Jacobson, Victor (1869–1934), russischer zionistischer Politiker, Diplomat und Publizist
- Jacobson, Werner (1906–2000), deutsch-britischer Mediziner

##### Jacobss
- Jacobsson, Frank (1930–2017), schwedischer Fußballspieler und -trainer
- Jacobsson, Gunilla (* 1946), schwedische Eisschnellläuferin
- Jacobsson, Hugo (* 1997), schwedischer Skilangläufer
- Jacobsson, Jonas (* 1965), schwedischer Sportschütze
- Jacobsson, Karl-Alfred (1926–2015), schwedischer Fußballspieler
- Jacobsson, Lars (* 1960), schwedischer Fußballtrainer
- Jacobsson, Lilly (1893–1979), schwedische Stummfilmschauspielerin
- Jacobsson, Oscar (1889–1945), schwedischer Comiczeichner
- Jacobsson, Per (1894–1963), schwedischer Manager
- Jacobsson, Sigfrid (1883–1961), schwedischer Marathonläufer
- Jacobsson, Stefan (* 1965), schwedischer Fußballtrainer
- Jacobsson, Sven (1914–1983), schwedischer Fußballspieler
- Jacobsson, Ulla (1929–1982), schwedisch-österreichische Bühnen- und FilmschauspielerinUlla Jacobsson (1929–1982)

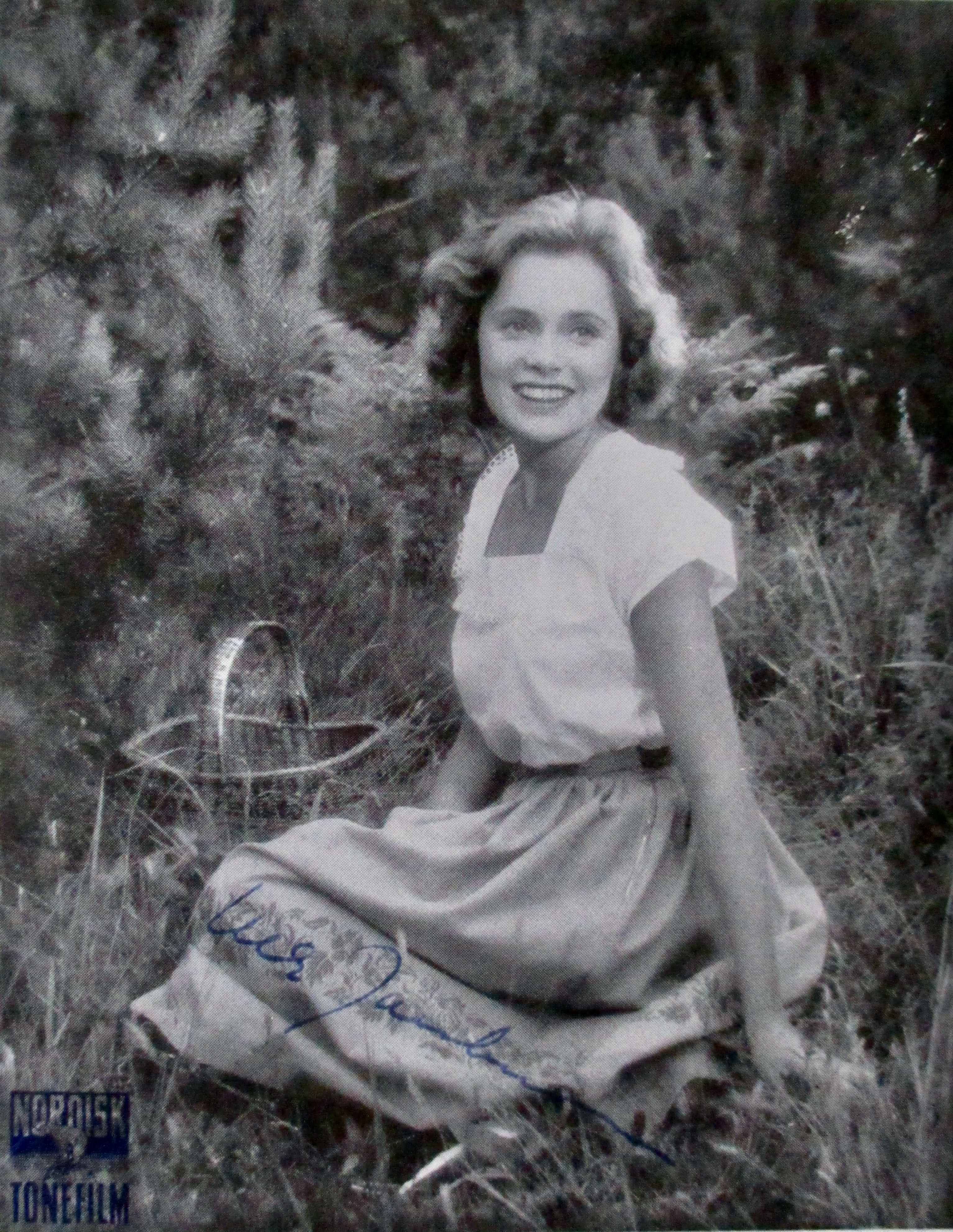
Ulla Jacobsson (1929–1982)

##### Jacobst
- Jacobstein, Meyer (1880–1963), US-amerikanischer Politiker
- Jacobsthal, Ernst (1882–1965), deutscher Mathematiker
- Jacobsthal, Erwin (1879–1952), deutscher Bakteriologe und Serologe
- Jacobsthal, Gustav (1845–1912), deutscher Musikwissenschaftler, Komponist und Hochschullehrer
- Jacobsthal, Johann Eduard (1839–1902), deutscher Architekt und Hochschullehrer
- Jacobsthal, Paul (1880–1957), deutscher Klassischer Archäologe

##### Jacobsz
- Jacobsz., Dirck († 1567), niederländischer Maler
- Jacobsz., Lambert (1598–1636), niederländischer Maler

#### Jacobu
- Jacobucci, Michelangelo (* 1934), italienischer Diplomat
- Jacobus, Titularbischof von Constantia und Weihbischof im Bistum Schwerin
- Jacobus de Cessolis, italienischer Dominikaner
- Jacobus de Dacia († 1566), dänischer Minorit
- Jacobus de Ispania, franco-flämischer Musiktheoretiker
- Jacobus de Voragine († 1298), italienischer Erzbischof und kirchenlateinischer Schriftsteller
- Jacobus dictus magnus, Bürgermeister von Dresden
- Jacobus Magdalius von Gouda, Dominikaner, Theologe und Dichter
- Jacobus, Charles (1859–1929), US-amerikanischer Sportjournalist und Roque- bzw. Croquet-Spieler und -Funktionär
- Jacobus, Fritz (1885–1951), deutscher Landrat
- Jacobus, Hans (1923–2003), deutscher Journalist (DDR)

#### Jacoby
- Jacoby, Alfred (* 1950), deutscher Architekt, Vorsteher der jüdischen Gemeinde in Offenbach am Main
- Jacoby, Charles H. (* 1957), US-amerikanischer Soldat, General der United States Army
- Jacoby, David (1928–2018), israelischer Historiker
- Jacoby, Donald, US-amerikanischer Eiskunstläufer
- Jacoby, Edmund (* 1948), deutscher Verleger, Übersetzer und Erzähler
- Jacoby, Eduard Moritz (1845–1909), dänischer Politiker und Arzt
- Jacoby, Erich (1885–1941), deutsch-baltischer Architekt
- Jacoby, Felix (1876–1959), deutscher Klassischer Philologe
- Jacoby, Florian (* 1971), deutscher Jurist und Hochschullehrer
- Jacoby, Fritz (1889–1948), deutscher Komponist
- Jacoby, Fritz (1902–1991), deutscher Mediziner
- Jacoby, Gabriele (* 1944), österreichische Schauspielerin und Musicaldarstellerin
- Jacoby, Georg (1882–1964), deutscher Autor und RegisseurGeorg Jacoby (1882–1964)

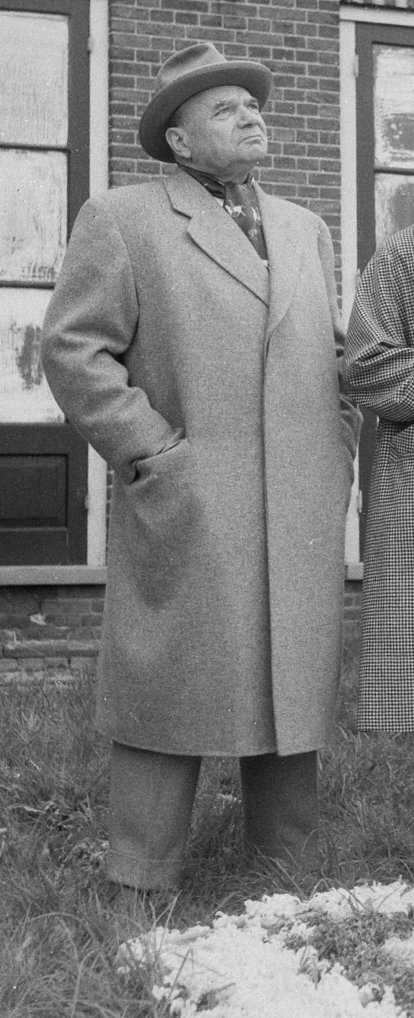
Georg Jacoby (1882–1964)

- Jacoby, Georg (1904–1978), deutsch-neuseeländischer Soziologe und Bevölkerungswissenschaftler
- Jacoby, Gisbert (1943–2018), deutscher Schachspieler und -trainer
- Jacoby, Günther (1881–1969), deutscher Philosoph
- Jacoby, Gustav (1895–1939), deutscher Vortragskünstler und Humorist
- Jacoby, Hans (1898–1967), deutscher Filmarchitekt und Filmstudiomanager
- Jacoby, Hans (1904–2004), deutsch-niederländischer Buchhändler
- Jacoby, Hans (1904–1963), deutscher Drehbuchautor
- Jacoby, Heinrich (1889–1964), deutsch-schweizerischer Musiker und Begabungsforscher
- Jacoby, Helmut (1926–2005), deutscher Architekt und Architekturzeichner
- Jacoby, Henry (1905–1986), deutscher Journalist und Schriftsteller
- Jacoby, Herbert Franz (* 1939), deutscher Räuber
- Jacoby, Hermann (1836–1917), evangelischer Theologe
- Jacoby, Hildegard (1903–1944), deutsche Widerstandskämpferin gegen den Nationalsozialismus
- Jacoby, Hugo (1875–1935), deutscher Kommunist
- Jacoby, Irving (1909–1985), US-amerikanischer Filmproduzent, Autor und Regisseur
- Jacoby, J’Anna (* 1964), US-amerikanische Musikerin
- Jacoby, Jean (1891–1936), luxemburgischer Künstler und OlympiasiegerJean Jacoby (1891–1936)

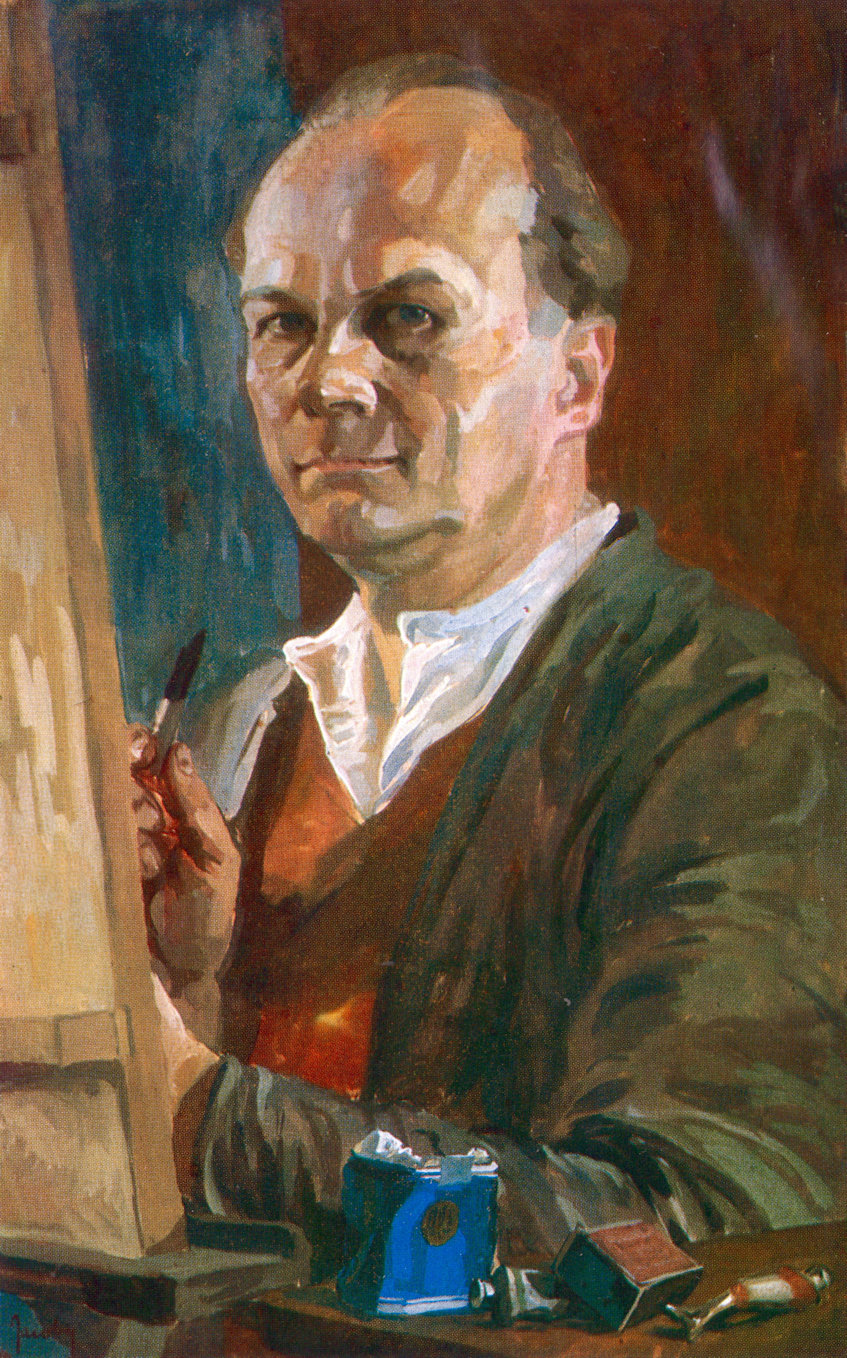
Jean Jacoby (1891–1936)

- Jacoby, Jessica (* 1954), deutsche Filmjournalistin, Autorin, Herausgeberin und Dokumentarfilmautorin
- Jacoby, Joe (* 1959), US-amerikanischer American-Football-Spieler
- Jacoby, Joel (1811–1863), deutscher Journalist, Schriftsteller und Mitarbeiter der preußischen Geheimpolizei und Zensurbehörde
- Jacoby, Johann (1805–1877), deutscher Arzt und Radikaldemokrat
- Jacoby, Karl (1849–1939), deutscher Klassischer Philologe und Gymnasiallehrer
- Jacoby, Karl Heinz (1918–2005), deutscher Geistlicher, Weihbischof in Trier
- Jacoby, Klaus (* 1941), deutscher Boxer
- Jacoby, Konstantin (* 1954), deutscher Werber
- Jacoby, Leopold (1840–1895), deutscher sozialistischer Lyriker
- Jacoby, Lex (1930–2015), luxemburgischer Schriftsteller
- Jacoby, Louis (1828–1918), deutscher Kupferstecher
- Jacoby, Ludwig David (1769–1848), deutscher Kunsthändler und Verleger
- Jacoby, Lydia (* 2004), US-amerikanische Schwimmerin
- Jacoby, Mario (1925–2011), jungianischer Psychoanalytiker, Psychotherapeut, Autor und Dozent
- Jacoby, Max (1919–2009), deutscher Fotograf
- Jacoby, Meinhard (1873–1956), deutscher Maler und Bildhauer, Entomologe
- Jacoby, Mike (* 1969), US-amerikanischer Snowboarder
- Jacoby, Neil H. (1909–1979), US-amerikanischer Ökonom
- Jacoby, Oswald (1902–1984), US-amerikanischer Spielexperte und Buchautor
- Jacoby, Paul (1844–1899), deutscher Landschafts- und Genremaler
- Jacoby, Peter (* 1951), deutscher Politiker (CDU), MdL, Landesminister im Saarland, MdB
- Jacoby, Richard (1877–1941), deutscher Chemiker
- Jacoby, Ruth (* 1949), schwedische Diplomatin
- Jacoby, Scott (* 1956), US-amerikanischer Schauspieler
- Jacoby, Sebastian (* 1978), deutscher Curler und QuizspielerSebastian Jacoby (* 1978)

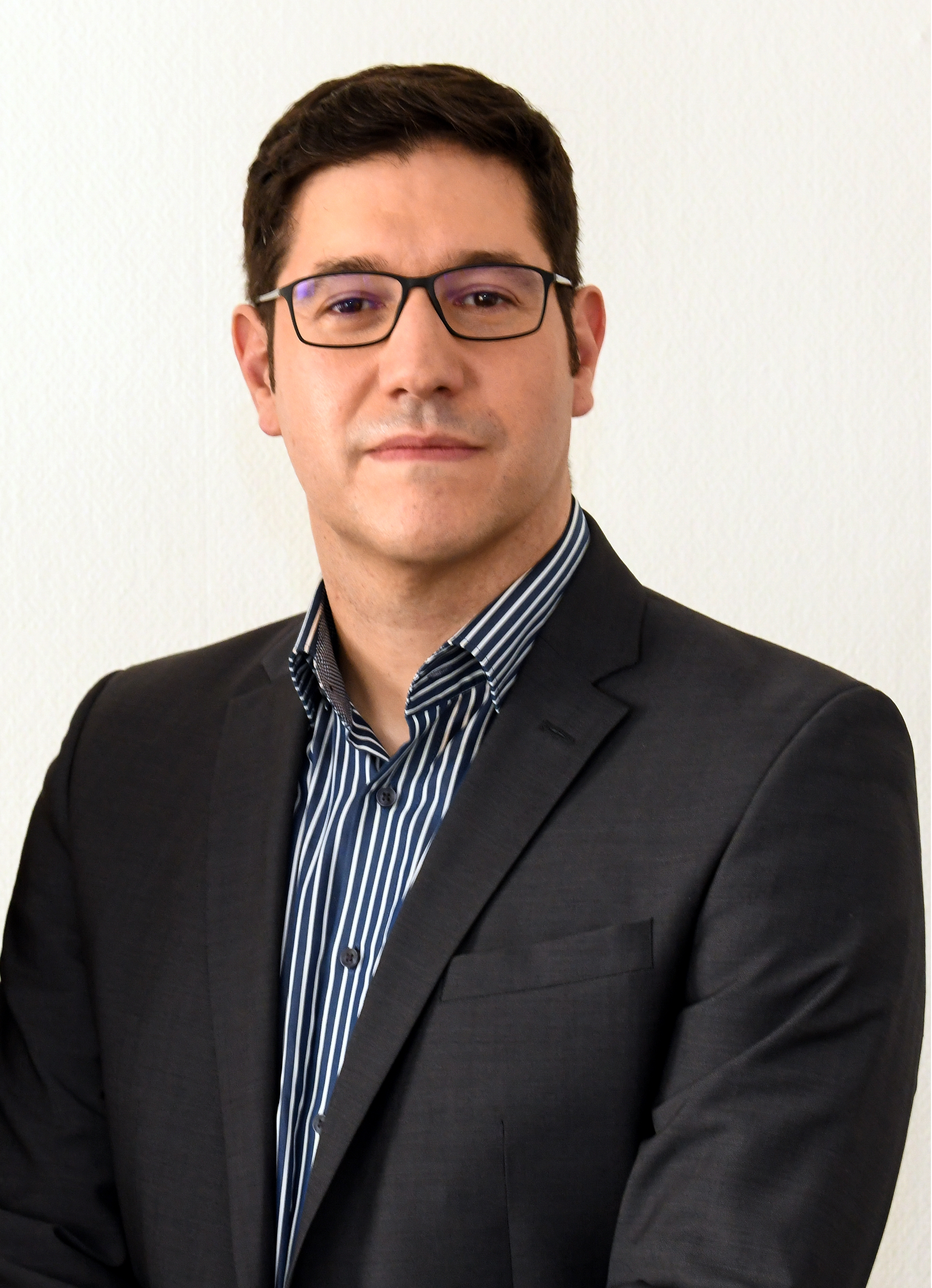
Sebastian Jacoby (* 1978)

- Jacoby, Susan (* 1945), US-amerikanische Schriftstellerin und Journalistin
- Jacoby, Wilhelm (1855–1925), deutscher Lustspielautor
- Jacoby, Wilhelm (* 1934), deutscher Offizier
- Jacoby, Wolfgang (* 1936), deutscher Geophysiker
- Jacoby, Yoram (1906–1997), deutscher Jurist und israelischer Diplomat
- Jacoby, Zehava (1940–1999), israelische Kunsthistorikerin
- Jacoby-Boy, Martin (1883–1971), deutscher Architekt, Filmarchitekt, Grafikdesigner und Kostümbildner
- Jacoby-Raffauf, Wilhelm (* 1866), deutscher Landwirt, Gutsbesitzer und Politiker (Zentrum), MdL

### Jacod
- Jacod, Jean (* 1944), französischer Mathematiker

### Jacol
- Jacolin, François (* 1950), französischer Ordensgeistlicher, römisch-katholischer Bischof von Luçon
- Jacolliot, Louis (1837–1890), französischer Autor und Indologe

### Jacom
- Jacomart († 1461), spanischer Maler
- Jacombs, Simon (* 1977), deutscher Schauspieler
- Jácome, Epaminondas (1867–1928), brasilianischer Politiker, Gouverneur von Acre
- Jacomella-Bonola, Patricia (* 1952), Schweizer Malerin, Grafikerin und Installationskünstlerin
- Jacomet, Arnaud (1946–2011), französischer Diplomat
- Jacomet, Nico (* 1990), Schweizer Schauspieler und Regisseur
- Jacometti, Tarquinio (1570–1638), italienischer Bildhauer und Gießer
- Jacomin de Malespine, Alexandre Louis Guillaume (1821–1893), Freiherr, Gutsbesitzer und Mäzen im bayerischen Rheinkreis
- Jacomini, Kaspar Andreas von (1726–1805), österreichischer Unternehmer und Spekulant
- Jacomini, Virgil (1899–1984), US-amerikanischer Ruderer
- Jacomis, Alfred (1910–2004), französischer Skilangläufer

### Jacop
- Jacopetti, Gualtiero (1919–2011), italienischer Regisseur von Dokumentarfilmen
- Jacopino da Tradate, lombardischer Steinmetz und Bildhauer
- Jacopo da Bologna, italienischer Komponist, Organist und Sänger
- Jacopo da Volterra (1434–1516), italienischer Humanist und Bischof
- Jacopo d’Antonello, italienischer Maler
- Jacopo del Casentino, italienischer Maler
- Jacopo della Quercia († 1438), italienischer Bildhauer der Frührenaissance
- Jacopo di Mino del Pellicciaio, umbrischer Wandmaler
- Jacopozzi, Fernand (1877–1932), italienischer Unternehmer, Ingenieur und Elektriker
- Jacopucci, Angelo (1948–1978), italienischer Boxer

### Jacot
- Jacot des Combes, Sophie (1879–1941), Schweizer deutschsprachige Schriftstellerin
- Jacot, Christopher (* 1979), kanadischer Schauspieler und Sprecher
- Jacot, Francis (* 1956), Schweizer Skilangläufer
- Jacot, Michel (1940–2023), deutscher Schauspieler und Maler
- Jacot, Michèle (* 1952), französische Skirennläuferin
- Jacot, Monique (1934–2024), Schweizer Fotografin und Künstlerin
- Jacot-Guillarmod, Charles (1868–1925), Schweizer Topograph
- Jacot-Guillarmod, Jules (1868–1925), Schweizer Arzt, Alpinist, Expeditionsbergsteiger, Autor und FotografJules Jacot-Guillarmod (1868–1925)

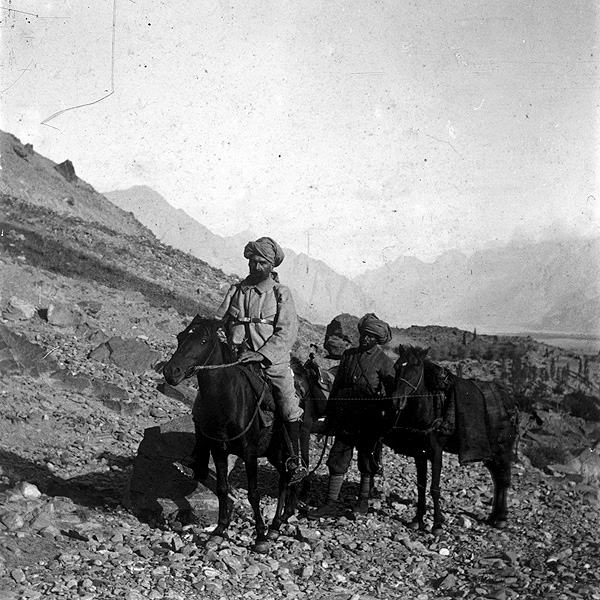
Jules Jacot-Guillarmod (1868–1925)

- Jacotin Le Bel, französischer Komponist und Sänger der Renaissance
- Jacotin, Pierre (1765–1827), französischer Kartograf und Ingenieur
- Jacotot, Jean Joseph (1770–1840), Pädagoge
- Jacott, Ruth (* 1960), niederländische Sängerin
- Jacottet, Paul (1903–1986), Schweizer Elektroingenieur

### Jacou
- Jacoubet, Henri (1877–1943), französischer Romanist

### Jacov
- Jacović, David (* 2001), Schweizer Fussballspieler
- Jacovitti, Benito (1923–1997), italienischer Comiczeichner und Kinderbuchillustrator
- Jacovoni, Alessandro (1932–1993), italienischer Filmproduzent

### Jacow
- Jacoway, Henderson M. (1870–1947), US-amerikanischer Politiker
- Jacowski, André (1922–2002), französischer Fußballspieler